# Paracentrotus lividus
Paracentrotus lividus is een zee-egel uit de familie Parechinidae behorend tot de stam stekelhuidigen. De wetenschappelijke naam van de soort werd in 1816 gepubliceerd door Jean-Baptiste de Lamarck. Het is de typesoort van het geslacht en komt voor in de Middellandse Zee en de oostelijke Atlantische Oceaan.
Het zee-egelkuit wordt als een delicatesse beschouwd in Libanon, Frankrijk, Italië, Spanje, Malta en delen van Kroatië, met name op het eiland Korčula, en worden in mindere mate ook in Griekenland gegeten. De egels worden geoogst voor export naar een groter gebied, waaronder Kroatië, Portugal en Ierland.

## Beschrijving
Paracentrotus lividus heeft een ronde, afgeplatte groenachtige mantel met een diameter tot zeven centimeter. De mantel is dicht bekleed met lange en scherp gepunte stekels die meestal paars zijn, maar soms ook andere kleuren hebben, waaronder donkerbruin, lichtbruin en olijfgroen. Er zijn vijf of zes paar poriën op elke ambulacrale plaat. De buisvoeten staan in groepen van vijf of zes, gerangschikt in kleine bogen. Paracentrotus lividus moet niet verward worden met Arbacia lixula. Die laatste heeft lange stekels met scherpe punten. Deze beide soorten zee-egels komen vaak samen in groepen voor in de Middellandse Zee.

## Verspreiding en leefgebied

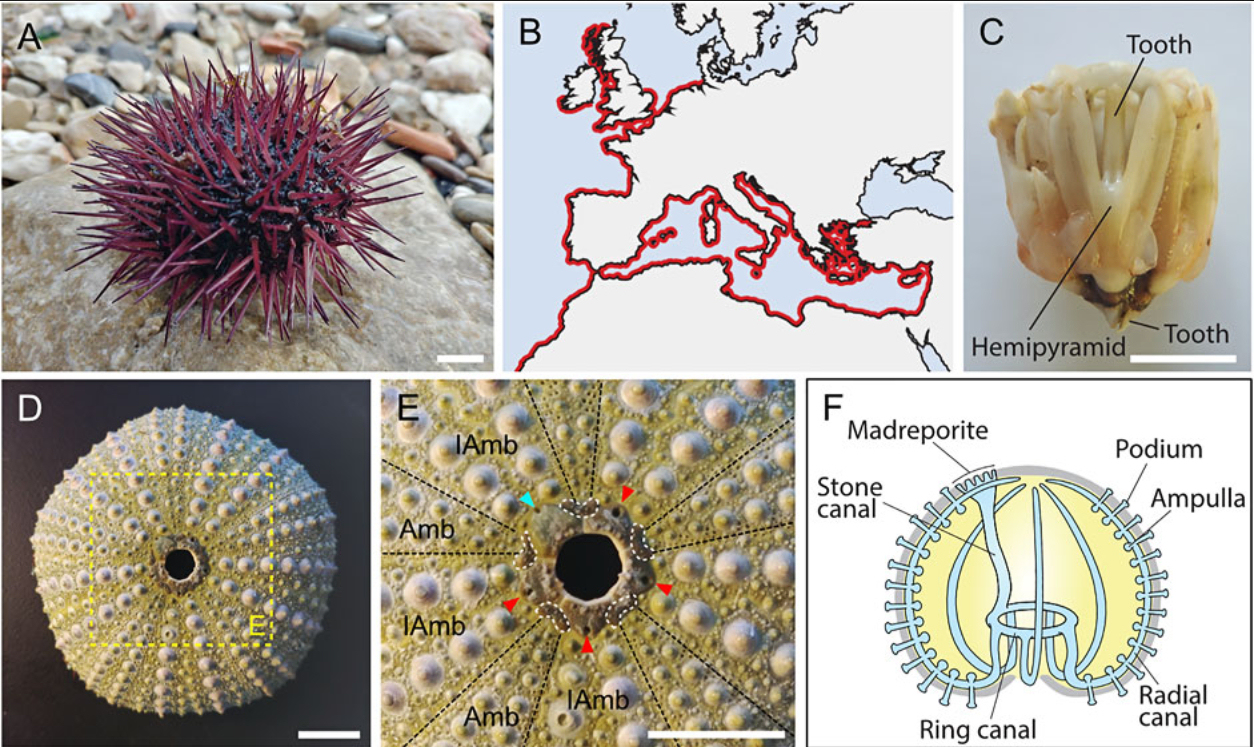
figuur 1

De soort komt voor in de hele Middellandse Zee en in de oostelijke Atlantische Oceaan van het westen van Schotland en Ierland tot de Azoren, de Canarische Eilanden en Marokko. Het komt het meest voor in de westelijke Middellandse Zee, de kusten van Portugal en de Golf van Biskaje, waar de watertemperatuur in de winter varieert tussen 10 en 15 °C. Deze zee-egel wordt vaak in rotspoelen in kalksteenrotsen gevonden waar de dieren in holtes leven die precies op hun lichaam passen. Af en toe gevonden in ondiep water onder rotsen en zelden in dieper water tot 30 meter.

Onderschrift bij figuur 1: Algemene informatie over volwassen Paracentrotus lividus. (A) Volwassen exemplaar. In het wild kunnen volwassen P. lividus paars (zoals hier afgebeeld), groen of bruin zijn. (B) Schematische weergave van de geografische verspreiding van P. lividus, gebaseerd op het Ocean Biodiversity Information System (OBIS, 2021). (C) Een ontleed kauwapparaat van P. lividus (dwz de lantaarn van Aristoteles). (D) Het calcitische endoskelet van een P. lividus. Ongeacht de uiterlijke kleur van de volwassene, is het endoskelet altijd min of meer bleekgroen. (E) Close-up van het aborale (bovenzijde zonder mond) oppervlak en de centrale schijf van het calcitische endoskelet van P. livid, overeenkomend met het gebied dat wordt gemarkeerd door het gele kader in (D). Merk in (E) op dat het endoskelet bestaat uit vijf ambulacra, van elkaar gescheiden door vijf interambulacra. Merk verder op dat elk van de vijf gonoporiën (poriën waardoor de gameten vrijkomen) wordt vastgehouden door een genitale plaat (gemarkeerd door de cyaan en rode pijlpunten). Eén van de vijf geslachtsplaten is groter dan de andere, het is de madreporiet (gemarkeerd door de cyaan pijlpunt), die overeenkomt met een zeefplaat waardoor water het watervatenstelsel kan binnenkomen. Bovendien is elke geslachtsplaat met elkaar verbonden door vijf oogplaten (afgebakend door de witte stippellijnen), die samen de centrale schijf van het aborale oppervlak vormen. Het gat, in het midden van de centrale schijf, komt niet overeen met de anus van het dier. Bij levende dieren wordt dit gat opgevuld door periprocte platen, die niet aan de rest van het endoskelet zijn bevestigd en dus zelden overblijven op een endoskelet ontdaan van de ‘levende delen’. De anus zelf is bijna niet te zien als het periproct-systeem intact is. (F) Schema van het echinoïde watervasculaire systeem. Het watervaatstelsel bestaat uit een stenen kanaal dat aan de ene kant verbonden is met de madreporiet en aan de andere kant met het ringkanaal. Het ringkanaal zelf is verbonden met vijf radiale kanalen die verbonden zijn met ampullen en podia (of buisvoeten). Door watercirculatie door het watervaatstelsel kan de podia zich uit- en intrekken, waardoor het dier zich op het substraat kan bewegen. Schaalbalk: (A,C–E) 1 cm. Amb: ambulacra, IAmb: interambulacra.

## Levenscyclus en embryogenese

### Levenscyclus

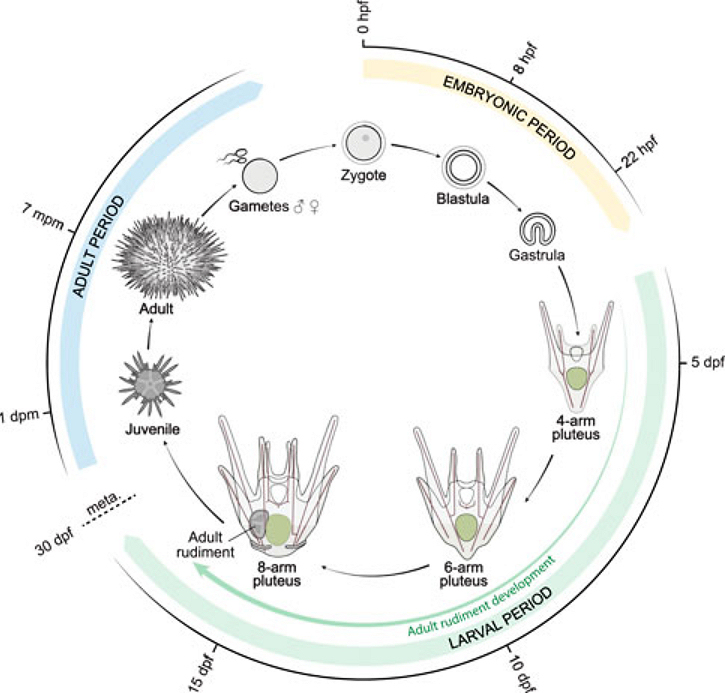
Levenscyclus. dpf: dagen na bevruchting; dpm: dagen na de metamorfose; hpf: uren na bevruchting; mpm: maanden na de metamorfose

### Embryogenese

#### Klieving

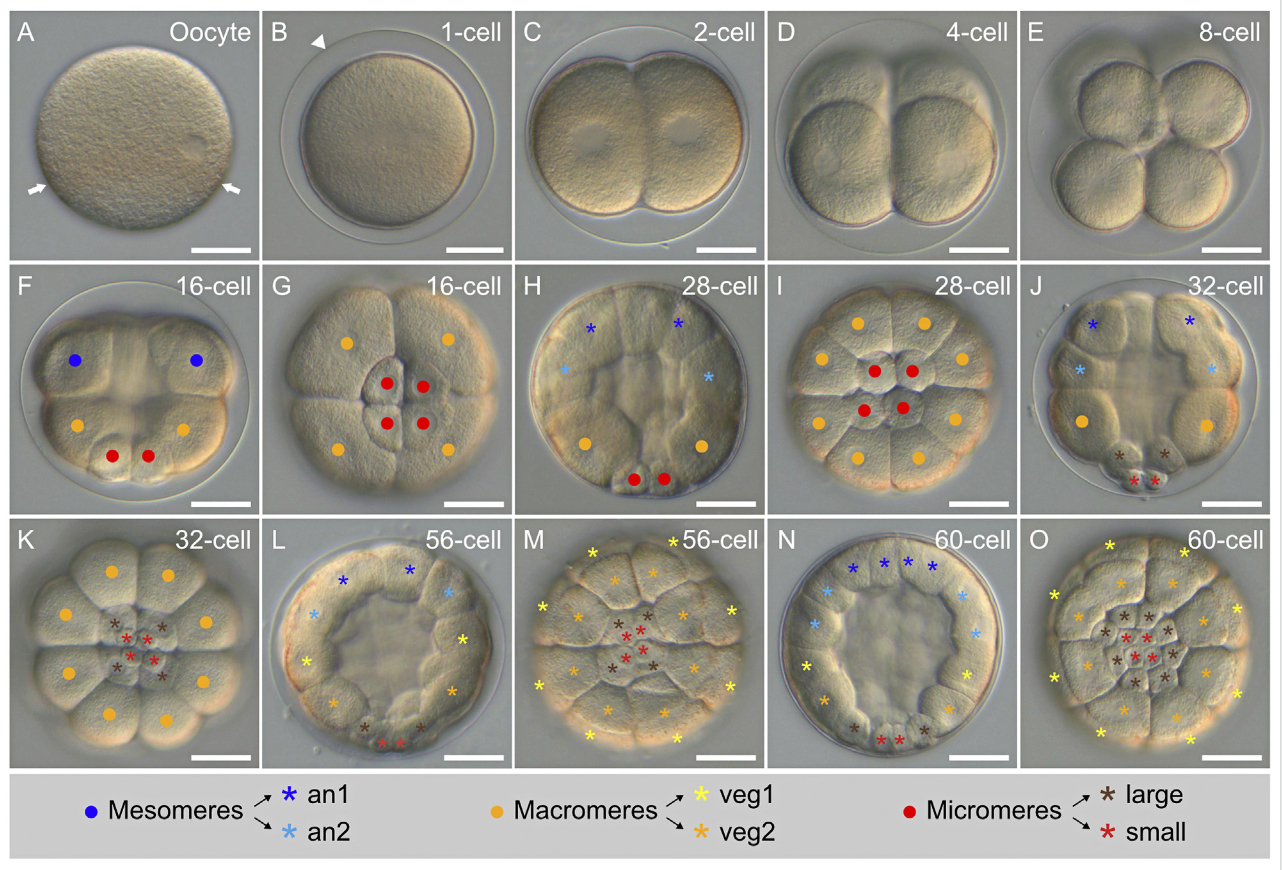
Klieving bij P. lividus

Onderschrift embryonale klieving: (A) onbevrucht ei (eicel); (B) zygote (of 1-celstadium) (1-cel); (C) 2-celstadium (2-cel); (D) 4-celstadium (4-cel); (E) 8-celstadium (8-cel); (F,G) 16-cel stadium (16-cel); (H,I) 28-celstadium (28-cel); (J, K) 32-celstadium (32-cellen); (L, M) 56-celstadium (56-cel); (N, O) 60-celstadium (60-cel). In (A – F, H, J, L, N) bevinden de embryo's zich in zijaanzicht met de dierlijke pool omhoog. In (G,I,K,M,O) bevinden de embryo's zich in vegetatief aanzicht. In (A) markeren pijlen de equatoriale pigmentband. In (B) markeert de pijlpunt de membrana vitellina. In (F – K) geven stippen in blauw, oranje en rood respectievelijk aan: de mesomeren, de macromeren en de micromeren. In (H – O) markeren sterretjes in donkerblauw, lichtblauw, geel, oranje, bruin en rood respectievelijk: de an1-, an2-, veg1- en veg2-cellen, evenals de grote en de kleine micromeren. De schematische legenda onder de afbeeldingen illustreert de relaties tussen cellijnen. Schaalbalk: (A – O) 30 μm. an: dierlijk; veg: vegetatief.

#### Blastula

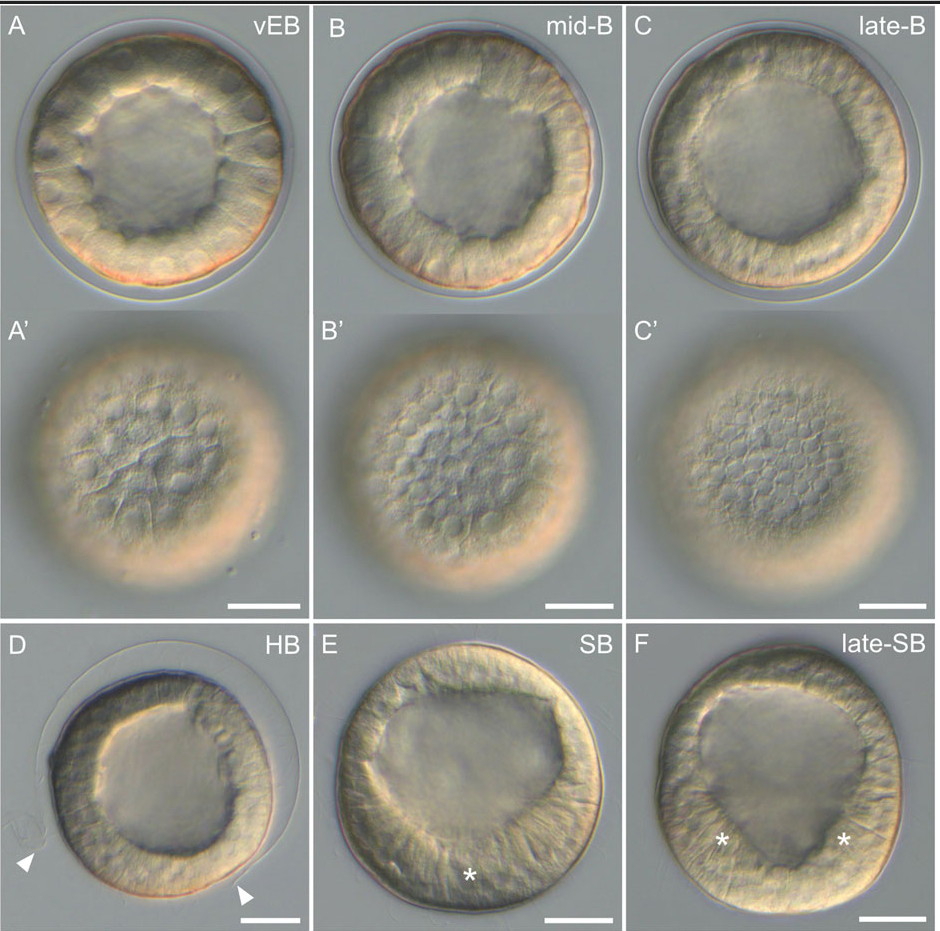
Blastula.

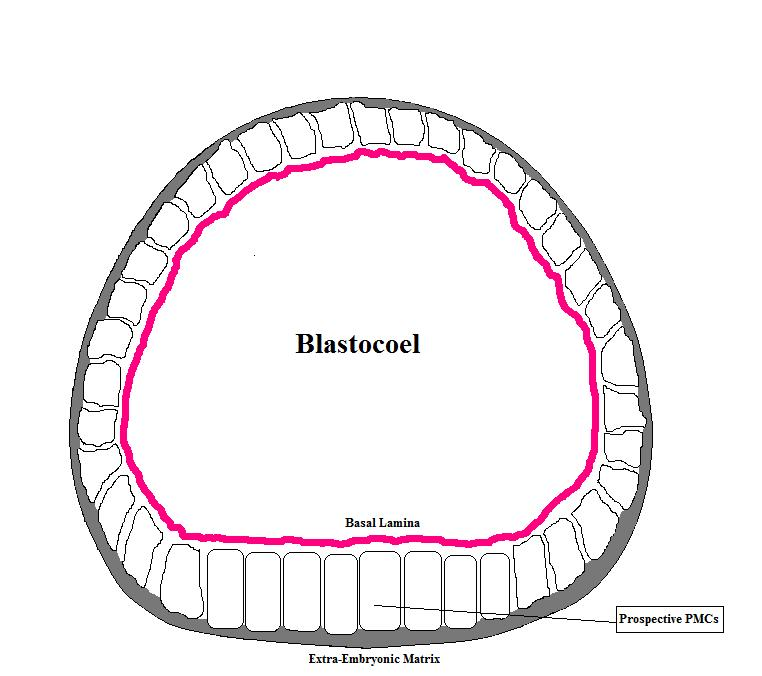
Zee-egel-blastula met de plaats waar de primaire mesenchymcellen binnendringen

Onderschrift blastula stadia: De ontwikkelingsstadia zijn als volgt: (A,A') zeer vroeg blastulastadium (vEB); (B,B') middenblastulastadium (midden-B); (C,C') laat blastulastadium (laat-B); (D) gearceerd blastulastadium (HB); (E) vrijzwemmend blastulastadium (SB); (F) late vrijzwemmend blastulastadium (late-SB). In (A – F) bevinden de embryo's zich in zijaanzicht met de dierlijke pool omhoog. (A',B',C′) zijn optische oppervlakteaanzichten van respectievelijk (A –C). In (D) markeren pijlpunten de breuk van de membrana vitellina. In (E) geeft het sterretje de verdikking aan van de cellen die de vegetatieve plaat vormen, aan de vegetatieve pool. In (F) benadrukken sterretjes de “V”-vorm van de vegetatieve plaat. Schaalbalk: (A–F) 30 µm.
In het stadium van 120 cellen wordt het zee-egelembryo als een blastula beschouwd vanwege zijn ontwikkelde blastocoel, dat elke embryonale cel omringt en aanraakt. Elke cel staat aan de binnenkant in contact met de eiwitachtige vloeistof van de blastocoel en raakt aan de buitenkant de hyaliene laag. De losjes verbonden blastomeren zijn nu nauw met elkaar verbonden door zonula occludensen (tight junctions) die een naadloos epitheel creëren dat het blastocoel volledig omringt. Zelfs als de blastomeren zich blijven delen, blijft de blastula één cel dik en wordt hij dunner naarmate het embryo zich naar buiten uitbreidt. Dit wordt gedeeltelijk bereikt door de instroom van water door osmose, waarbij de blastocoel uitzet en de cellen eromheen naar buiten duwt. Op dit punt zijn de cellen gedifferentieerd en bevinden ze zich aan de andere kant van de blastocoel. De vegetatieve plaat en de animale (dierlijke) hemisfeer ontwikkelen en scheiden een enzym af dat de membrana vitellina verteert en ervoor zorgt dat het embryo nu een vrijzwemmende, uitgekomen blastula wordt.

#### Gastrula

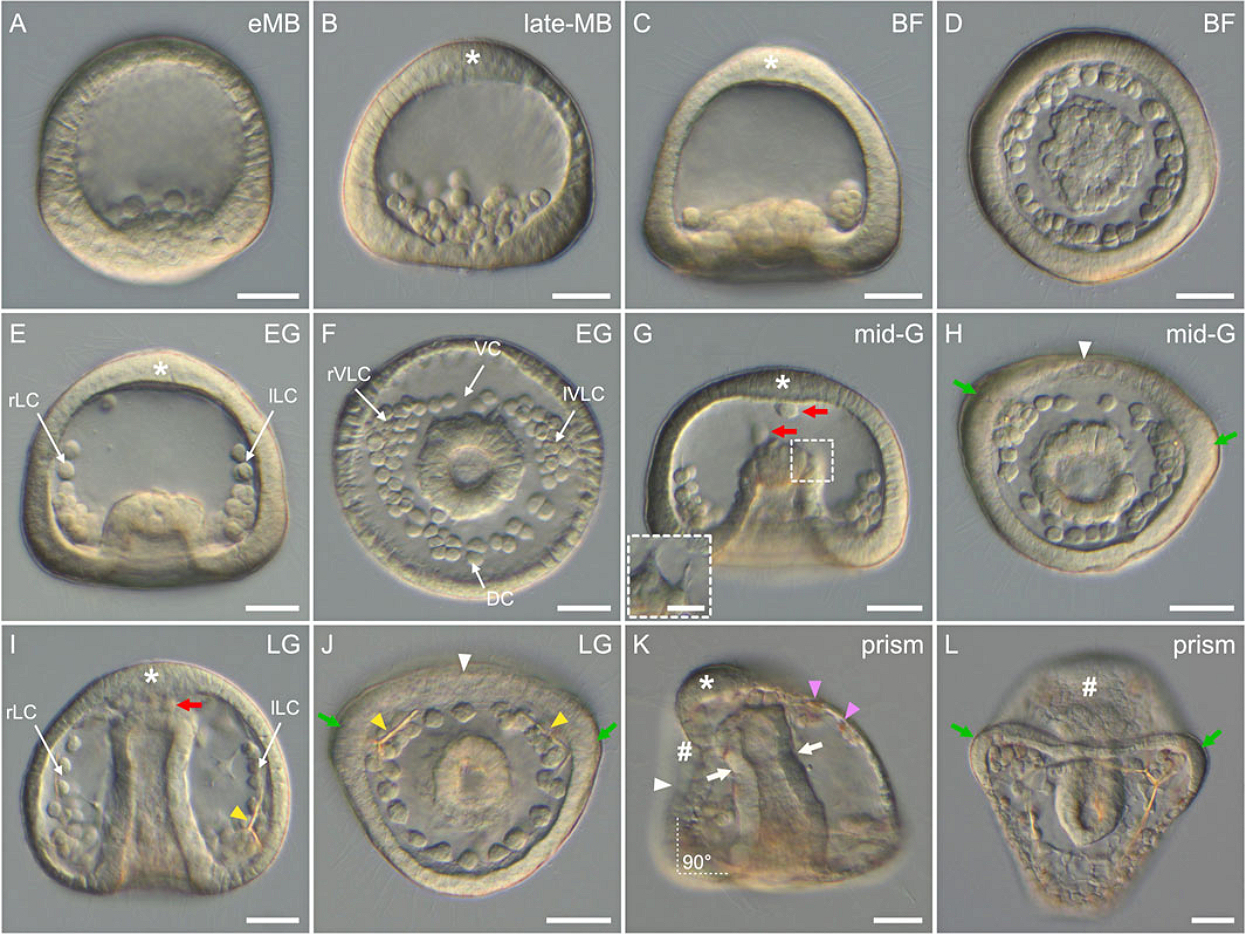
Gastrulatiestadia van Paracentrotus lividus onder lichtmicroscopie.

Onderschrift gastrula stadia: De ontwikkelingsstadia zijn als volgt: (A) vroeg mesenchymblastulastadium (eMB); (B) laat mesenchymblastulastadium (laat-MB); (C,D) blastoporusvormingsfase (BF); (E,F) vroeg gastrulastadium (EG); (G, H) middengastrulastadium (midden-G); (I,J) laat gastrulastadium (LG); (K,L) prismastadium (prisma). In (A –C,E,G,I,K) bevinden de embryo's zich in zijaanzicht met de dierlijke pool naar boven, en in (K) is de ventrale zijde links. In (D,F,H,J,L) bevinden de embryo's zich in vegetatief aanzicht met de buikzijde naar boven. In (B,C,E,G,I,K) markeert de asterisk het dierlijke (of apicale) pooldomein. In (G,I) geven rode pijlen aan dat niet-skeletogene mesodermcellen migreren binnen de blastocoel. ((G) inzet) Close-up van de punt van het archenteron van hetzelfde embryo als in (G), maar op een ander brandpuntsvlak om niet-skeletogene mesodermcelingressie te illustreren. In (H,J,K) markeert de witte pijlpunt de afvlakking van het ventrale ectoderm. In (H,J,L) markeren groene pijlen het verdikte epitheel op de grens tussen het vegetatieve ventrale en het vegetatieve dorsale ectoderm. In (I,J) benadrukken gele pijlpunten de aanwezigheid van skeletelementen. In (K) geven roze pijlpunten roodgepigmenteerde cellen aan die in het aborale ectoderm zijn ingebracht, en witte pijlen markeren de vernauwing van het archenteron dat de slokdarm van de maag scheidt. De witte stippellijnen met de annotatie “90°” geven verder de rechte hoek aan tussen het ventrale en het plantaardige ectoderm. In (K,L) benadrukt het teken “#” de positie van het stomodeum, en dus waar de mond zich zal vormen. Schaalbalk: (A – L) 30 μm; ((G) inzet) 10 µm. DC: dorsale keten; lLC: linker laterale keten; lVLC: linker ventrolaterale cluster; rLC: rechter laterale keten; rVLC: rechter ventrolaterale cluster; VC: ventrale keten.

#### Larvaal stadium

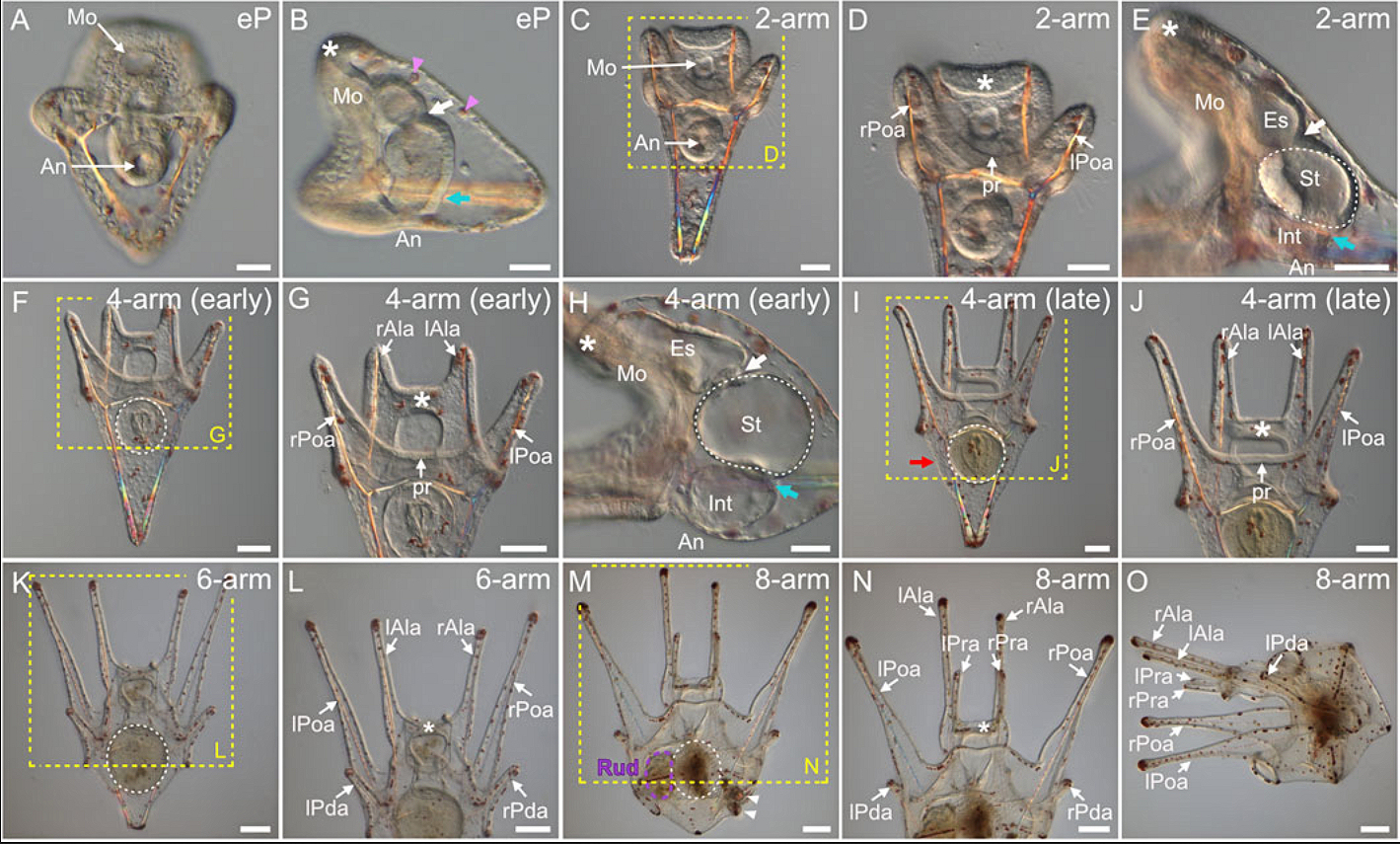
Larvale stadia

Onderschrift larvale stadia: Larvale ontwikkeling. Ontwikkelingsstadia: (A,B) vroeg pluteusstadium (eP); (C – E) 2-armige pluteus-stadium (2-arm); (F – J) 4-armige pluteus-stadium (4-arm); (K,L) 6-armig pluteus-stadium (6-arm); (M – O) 8-armige pluteus-stadium (8-arm). Het gebruik van (vroeg) en (laat) geassocieerd met de stadiumnamen benadrukt hier eenvoudigweg meer specifieke perioden tijdens de 4-armige pluteus-fase. In (A,C,D,F,G,I –N) bevinden de larven zich in vooraanzicht met de buikzijde naar boven. In (B,E,H,O) bevinden de larven zich in het linkeraanzicht, met de buikzijde naar links en de voorste zijde naar boven. In (B,D,E,G,H,J,L,N) markeert het sterretje de mondkap die zich boven de mond bevindt. In (B,E,H) geeft de witte pijl de hartsluitspier aan die de slokdarm en de maag scheidt, en de cyaan pijl markeert de pylorische sluitspier die de maag en de darm scheidt. In (B) markeren roze pijlpunten de roodgepigmenteerde cellen die aanwezig zijn in het dorsale ectoderm. In (D,G,J,L,N) komen de afbeeldingen overeen met close-ups van de gebieden die respectievelijk zijn aangegeven door gele vakken in (C,F,I,K,M). In (E,F,H,I,K,M) schetst de witte stippellijn de maag. In (I) geeft de rode pijl het maaggebied van de larven aan. In (M) benadrukt de paarse stippellijn het volwassen rudiment, en markeren witte pijlpunten de pedicellariën. Schaalbalk: (A – E, H) 30 μm; (F,G,I,J) 50 μm; (K – O) 100 µm. An: anus; Es: slokdarm; Int: darm; lAla: linker anterolaterale arm; lPda: linker posterodorsale arm; lPoa: linker postorale arm; lPra: linker preorale arm; Mo: mond; pr: postorale regio; rAla: rechter anterolaterale arm; rPda: rechter posterodorsale arm; rPoa: rechter postorale arm; rPra: rechter preorale arm; Rud: volwassen rudiment; St: maag.

#### Ciliogenese

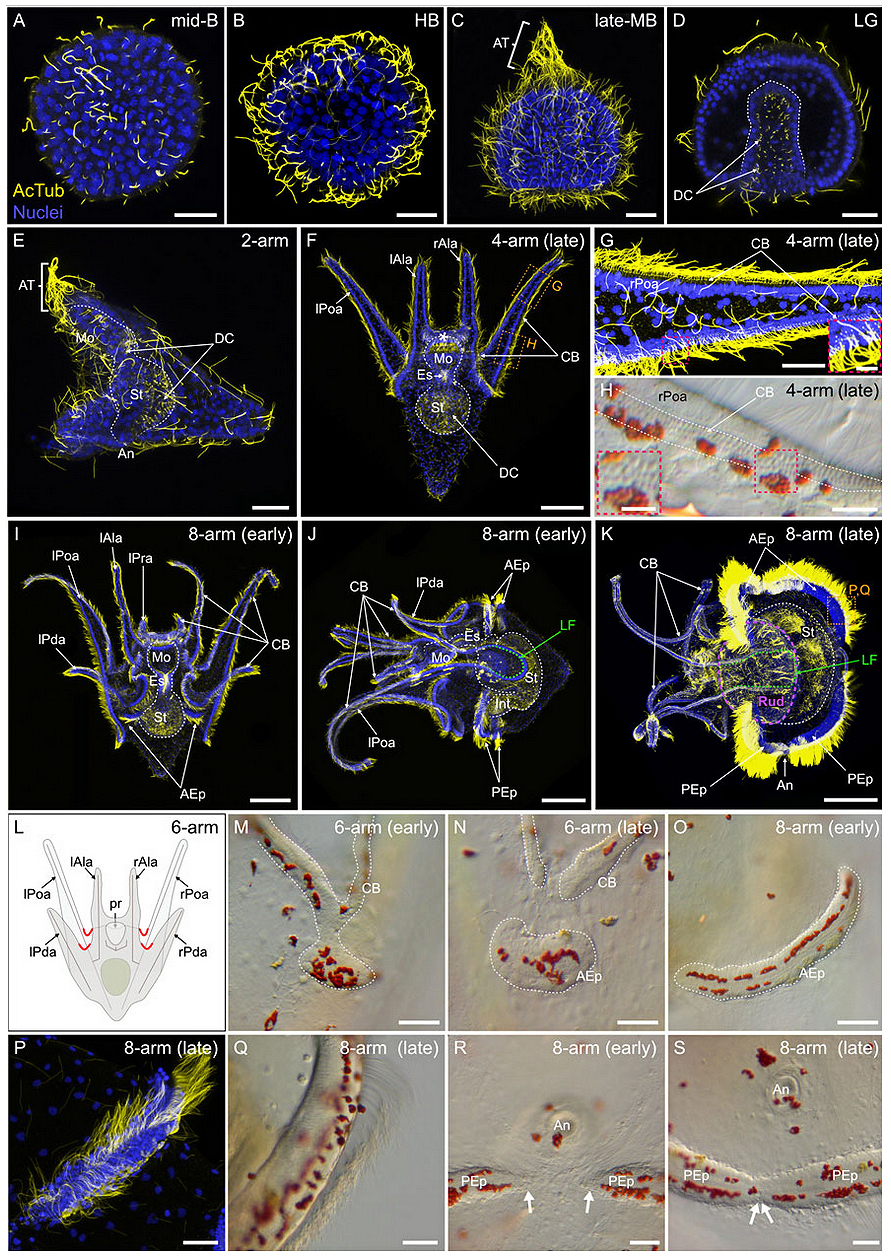
Ciliogenese

Onderschrift ciliogenese: Ciliogenese (trilhaarvorming) tijdens de embryonale en larvale periode. De ontwikkelingsstadia zijn als volgt: (A) middenblastulastadium (midden-B); (B) gearceerd blastulastadium (HB); (C) laat mesenchymblastulastadium (laat-MB); (D) laat gastrulastadium (LG); (E) 2-armig pluteus-stadium (2-armig); (F–H) 4-armige pluteus-trap (4-arm); (I– K, O–S) 8-armige pluteus-stadium (8-arm); (L–N) 6-armige pluteus-stadium (6-armig). Het gebruik van (vroeg) of (laat) geassocieerd met de stadiumnamen benadrukt hier eenvoudigweg meer specifieke perioden tijdens de 4-, 6- of 8-armige pluteus-stadia. In (A–G,I–K,P) zijn afbeeldingprojecties met maximale intensiteit van confocale z-stapels van embryo's en larven die samen zijn gelabeld voor geacetyleerd α-tubuline (cilia; geel) en DNA (kernen; blauw), en ze komen overeen met projecties van het gehele monster, behalve (D), dat een dwarsdoorsnede door het embryo is. In (H,M – O,Q –S) werden beelden verkregen met behulp van lichtmicroscopie. (L) Schema's van een larve in het 6-armige pluteusstadium, waarbij in rood de gebieden van de ciliaire band worden geïllustreerd die zullen ontkiemen om de epauletten te vormen. In (A – D) bevinden de embryo's zich in zijaanzicht met de dierlijke pool omhoog. In (E,J,K) bevinden de larven zich in het linkeraanzicht, met de voorkant naar boven en de buikzijde naar links. In (F,I) bevinden de larven zich in vooraanzicht, met de buikzijde naar boven. (G, H) Close-ups van de ciliaire band van een larve van het late 4-armige pluteus-stadium, overeenkomend met de regio's omlijnd door oranje vakken in (F). ((G) inzet, (H) inzet), Close-ups van de ciliaire band om de verdeling van kubusvormige cellen en de bijbehorende cilia te benadrukken. (M – O) Close-ups van een ciliaire bandknop en de bijbehorende epauletten tijdens de 6- en 8-armige pluteus-stadia. (P,Q) Close-ups van de voorste epaulette in een larve in een laat 8-armig pluteusstadium, overeenkomend met het gebied dat wordt geschetst door het oranje kader in (K). (R, S) Close-ups van de achterste epauletten in een larve aan respectievelijk het begin en het einde van het 8-armige pluteusstadium. In (D) schetst de witte stippellijn het archenteron en, in (E) (F), (I–K), het spijsverteringskanaal. In (F) markeert het witte sterretje de mondkap. In (H) bakenen witte stippellijnen de drie rijen kubusvormige cellen en de bijbehorende cilia af. In (J,K) geeft de groene stippellijn de positie van het laterale veld aan. In (K) schetst de paarse stippellijn het volwassen rudiment. In (M–O) benadrukt de witte stippellijn de ciliaire band en de zich ontwikkelende epauletten. In (R) markeren witte pijlen het achterste uiteinde van de twee achterste epauletten en in (S) de plaats van samensmelting van de twee achterste epauletten. Schaalbalk: (A – E, G, M – N, P – S) 30 μm; (F) 50 μm; ((G) inzet, (H) inzet) 7,5 µm; (H) 15 μm; (I – K) 150 µm. AcTub: geacetyleerd a-tubuline; AEp: voorste epauletten; An: anus; AT: apicaal kuifje; CB: ciliaire band; DC: cilia van het spijsverteringskanaal; Es: slokdarm; Int: darm; lAla: linker anterolaterale arm; LF: lateraal veld; lPda: linker posterodorsale arm; lPoa: linker postorale arm; lPra: linker preorale arm; Mo: mond; PEp: achterste epauletten; pr: postorale regio; rAla: rechter anterolaterale arm; rPda: rechter posterodorsale arm; rPoa: rechter postorale arm; Rud: volwassen rudiment; St: maag.

#### Skeletogenese

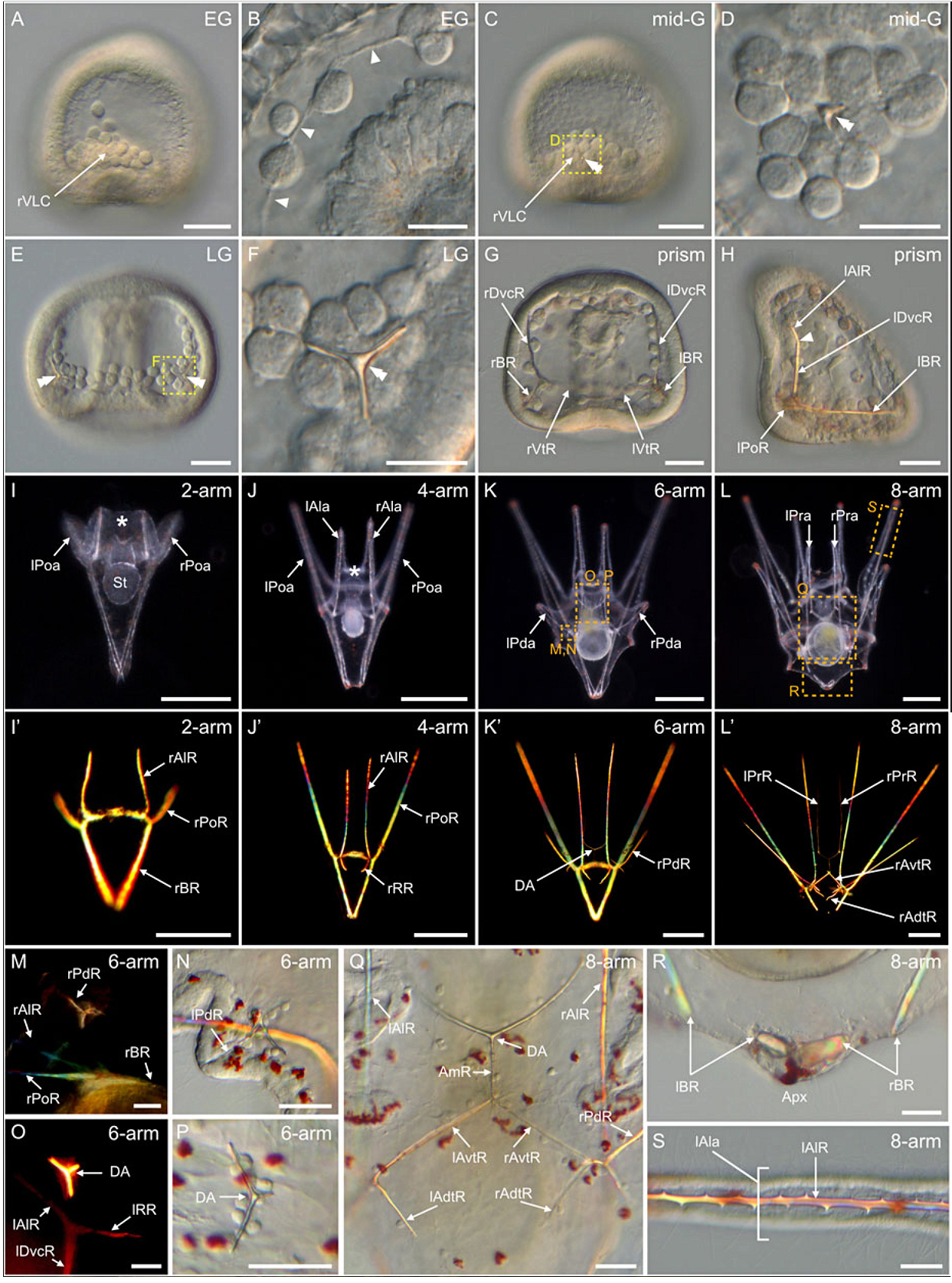
Skeletvorming

Onderschrift skeletvorming: Skeletvorming tijdens de embryonale en larvale periode. Ontwikkelingsstadia zijn als volgt: (A,B) vroeg gastrulastadium (EG); (C,D) middengastrulastadium (midden-G); (E,F) late gastrulastadium (LG); (G,H) prismastadium (prisma); (I,I') 2-armig pluteusstadium (2-armig); (J, J ′) 4-armig pluteusstadium (4-armig); (K, K', M – P) 6-armige pluteus-stadium (6-arm); (L,L',Q–S) 8-armige pluteustrap (8-armig). In (A – L, N, P – S) werden beelden verkregen met behulp van lichtmicroscopie, hetzij in helder veld voor (A–H, N, P–S), of in donker veld voor (I–L). In (I'–L',M,O) werden beelden verkregen met behulp van gepolariseerd licht om de skeletelementen te benadrukken. In (A,C,H) bevinden de embryo's zich in het rechteraanzicht, met de dierlijke pool naar boven en, in (H), met de buikzijde naar links. In (E,G) bevinden embryo's zich in ventraal zicht, met het dier omhoog. In (I–L′) bevinden de larven zich in vooraanzicht, met de buikzijde naar boven. (B) Close-up van de skeletogene mesodermcellen en hun gerelateerde filopodia in een ventrale keten. (D,F) Close-ups van een ventrolaterale cluster om het rhomboëdrische kristal in (D) en de triradiate spicula in (F) te benadrukken, de twee afbeeldingen komen respectievelijk overeen met de gebieden die zijn gemarkeerd door gele vakken in (C) en (E). (M–P) Close-ups van de gebieden omlijnd door oranje vakken in (K) met larven in zijaanzicht, behalve (M) waar de larve zich in vooraanzicht bevindt. (M,N) Close-ups van de zich ontwikkelende posterodorsale spicula. (O,P) Close-ups van de zich ontwikkelende dorsale boog. (Q–S) Close-ups van de regio's gemarkeerd door oranje vakken in (L) met larven in vooraanzicht. (Q) Close-up van de skeletelementen die zich in de buurt van het spijsverteringskanaal van de larve bevinden. (R) Close-up van de lichaamsstaven in het meest dorsale gebied van de larve. (S) Close-up van de niet-gefenestreerde spicula van een anterolaterale arm. In (B) benadrukken pijlpunten de filopodia die wordt uitgebreid door skeletogene mesodermcellen. In (C–F) markeren dubbele pijlpunten de skeletelementen die zich vormen in de ventrolaterale clusters. In (H) benadrukt de pijlpunt de grens tussen de rechter dorsoventrale drijfstaaf en de rechter anterolaterale staaf. In (I,J) markeert het sterretje de mondkap. Schaalbalk: (A,C,E,G,H,M–S) 30 μm; (B,D,F) 15 μm; (I) 100 μm; (J –L, J′–L′) 200 µm. AmR: anteromediale staaf; Apx: top; DA: dorsale boog; lAdtR: linker anterodorsale dwarsstaaf; lAla: linker anterolaterale arm; lAlR: linker anterolaterale staaf; lAvtR: linker anteroventrale dwarsstaaf; lBR: linker lichaamsstang; lDvcR: linker dorsoventrale drijfstaaf; lPoa: linker postorale arm; lPoR: linker postorale staaf; lPda: linker posterodorsale arm; lPdR: linker posterodorsale staaf; lPra: linker preorale arm; lPrR: linker preorale staaf; lRR: linker terugkerende staaf; lVtR: linker ventrale dwarsstaaf; rAdtR: rechter anterodorsale dwarsstaaf; rAla: rechter anterolaterale arm; rAlR: rechter anterolaterale staaf; rAvtR: rechter anteroventrale dwarsstaaf; rBR: rechter lichaamsstaaf; rDvcR: rechter dorsoventrale drijfstaaf; rPoa: rechter postorale arm; rPoR: rechter postorale staaf; rPda: rechter posterodorsale arm; rPdR: rechter posterodorsale staaf; rPra: rechter preorale arm; rPrR: rechter preorale staaf; rRR: rechter terugkerende staaf; rVLC: rechter ventrolaterale cluster; rVtR: rechter ventrale dwarsstaaf; St: maag.

#### Myogenese

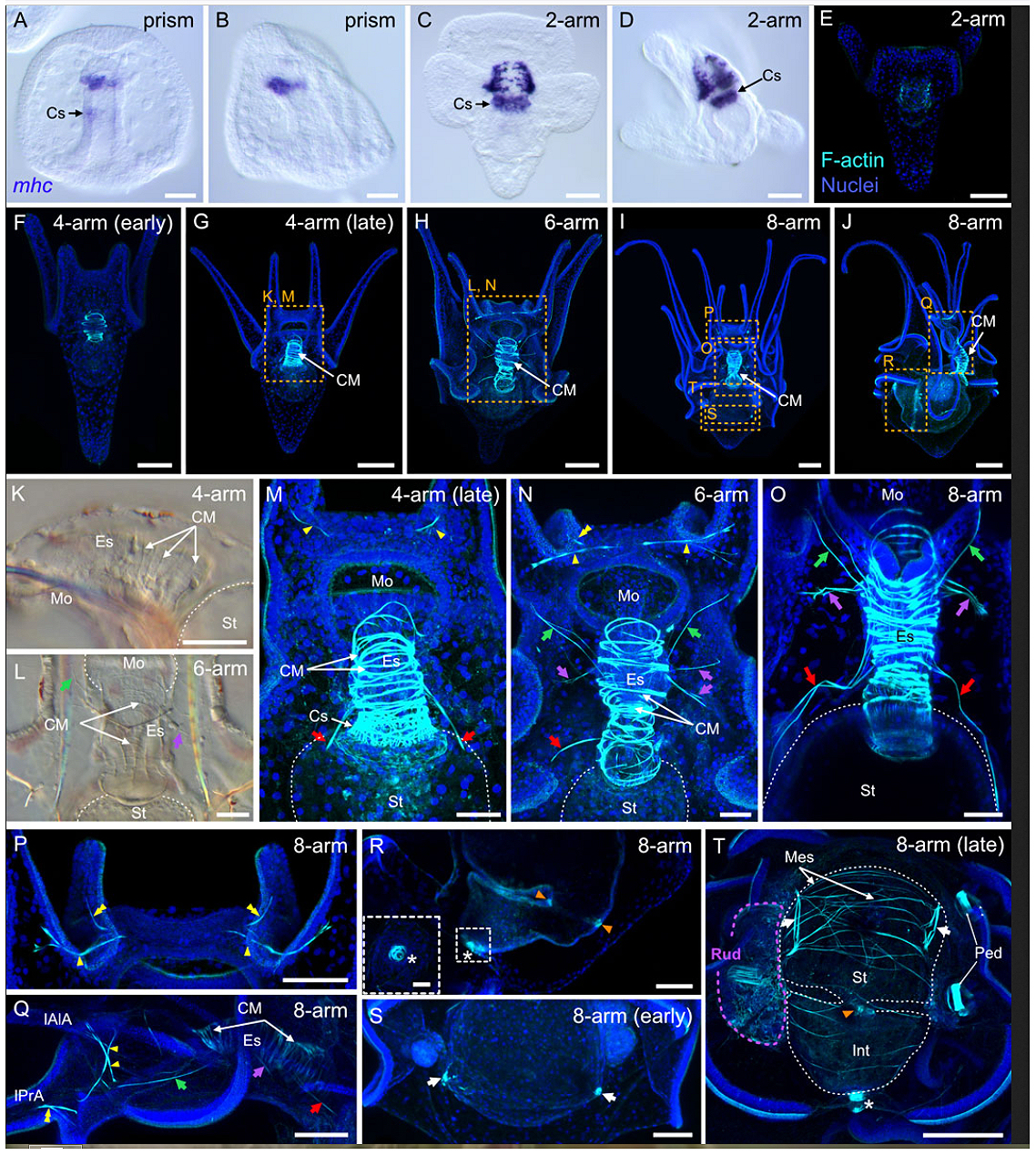
Myogenese

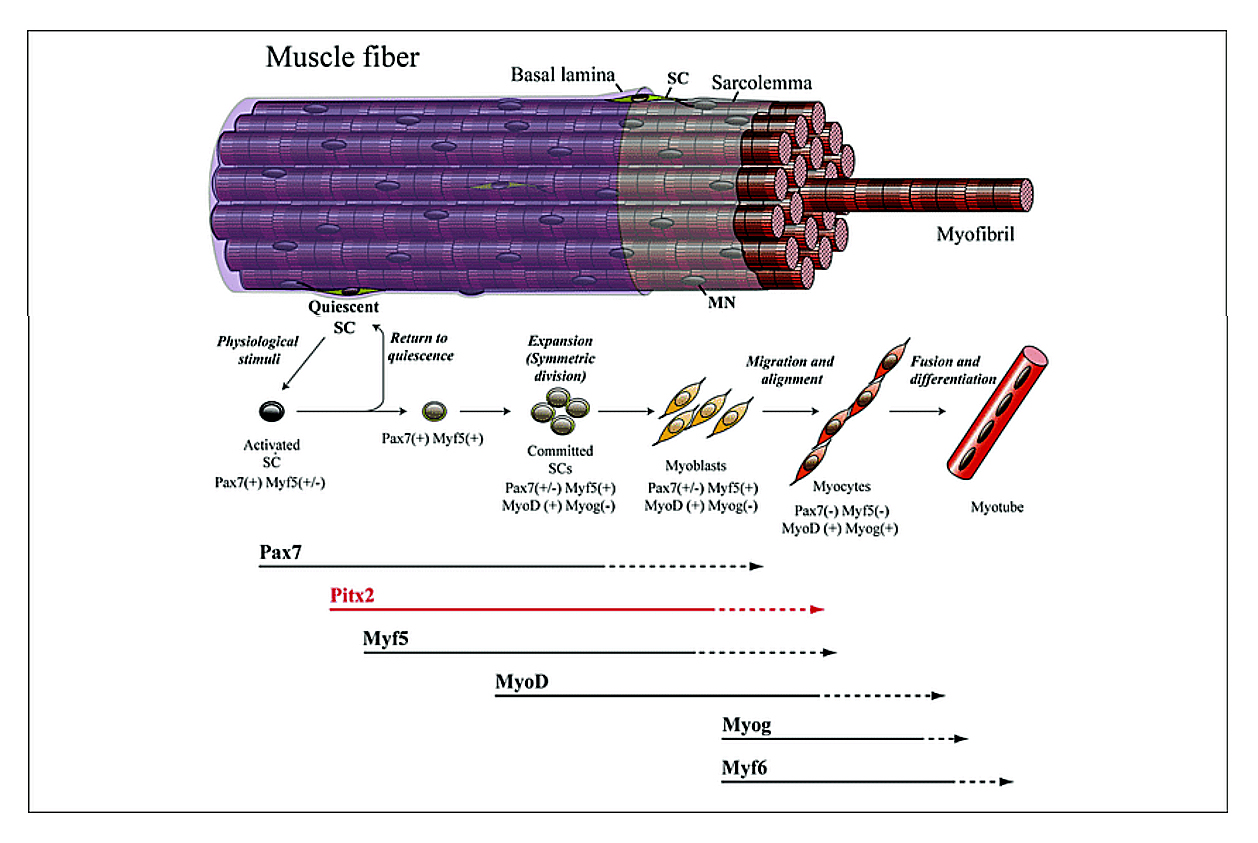
Myogenese

Myogenese is de vorming van skeletspierweefsel, vooral tijdens de embryonale ontwikkeling.
Onderschrift myogenese afbeelding links: Myogenese tijdens de embryonale en larvale periode. De ontwikkelingsstadia zijn als volgt: (A,B) prismastadium (prisma); (C – E) 2-armige pluteus-stadium (2-arm); (F,G,K,M) 4-armig pluteus-stadium (4-armig); (H,L,N) 6-armig pluteus-stadium (6-armig); (I,J,O –T) 8-armig pluteus-stadium (8-armig). Het gebruik van (vroeg) of (laat) geassocieerd met de stadiumnamen benadrukt hier eenvoudigweg meer specifieke perioden tijdens de 4- of 8-armige pluteus-stadia. In (A – D) werden beelden verkregen met behulp van helder veld, differentieel interferentiecontrastlicht, en ze komen overeen met embryo's en larven die zijn gelabeld voor het spierterminale differentiatiegen myosine zware keten (mhc). In (E–J, M–T) zijn afbeeldingen projecties met maximale intensiteit van confocale z-stapels van larven die samen zijn gelabeld voor F-actine (spieren; cyaan) en DNA (kernen; blauw), en ze komen overeen met projecties van het hele exemplaar. In (K,L) werden beelden verkregen met behulp van helderveldlichtmicroscopie. In (A) bevindt het embryo zich in ventraal aanzicht, met het dier omhoog. In (B,D,J,K,Q,R) zijn embryo's en larven in het linkeraanzicht te zien, met de dierlijke pool naar boven en de ventrale zijde naar links in (B) of met de voorste pool naar boven en de ventrale zijde naar links. (D,K,Q,R) of met de voorste pool rechts en de buikzijde naar boven in (J). In (C,E –I,L –P,S,T) bevinden de larven zich in vooraanzicht, met de buikzijde naar boven. (K–T) Close-ups van de regio's omlijnd door oranje vakken in (G–J). (K–O, Q) Close-ups van het slokdarmgebied. (P) Close-up van de mondkap. (R) Close-up van het darmgebied. ((R) inzet) Close-up van de anale sluitspier. (S,T) Close-ups van de maagstreek. In (K–O, T) schetst de witte stippellijn het spijsverteringskanaal van de larve. In (L,N,O,Q) markeren groene pijlen de achterste dilatatorspieren, en paarse pijlen markeren de laterale spieren. In (M – O, Q) geven rode pijlen de ventrolaterale processen (of longitudinale spieren) aan. In (M,N,P,Q) markeren gele pijlpunten de anterieure dilatatorspieren (of stervormige spieren). In (N,P,Q) markeren gele dubbele pijlpunten de preorale dilatatorspieren. In (R,T) markeren oranje pijlpunten de pylorussluitspier, en het witte sterretje markeert de anale sluitspier. In (S,T) geven witte pijlen de laterale buikspieren aan. In (T) bakent de paarse stippellijn het volwassen rudiment af. In (H,J,M,N,P,Q,S,T) komt de F-actinekleuring gedetecteerd langs de ciliaire band en de epauletten overeen met een tegenkleuring van de top van de kubusvormige cellen en dus niet met spiercellen. Schaalbalk: (A – D, M – O) 30 μm; (E, F, K, L, P–T) 50 μm; (G–J) 100 μm; ((R) inzet) 10 µm. CM: circum-oesofageale spier; Cs: hartsluitspier; Es: slokdarm; Int: darm; lAlA: linker anterolaterale arm; lPrA: linker preorale arm; Mes: mesenterium; Mo: mond; Ped: pedicellariën; Rud: volwassen rudiment; St: maag.

#### Coelomogenese

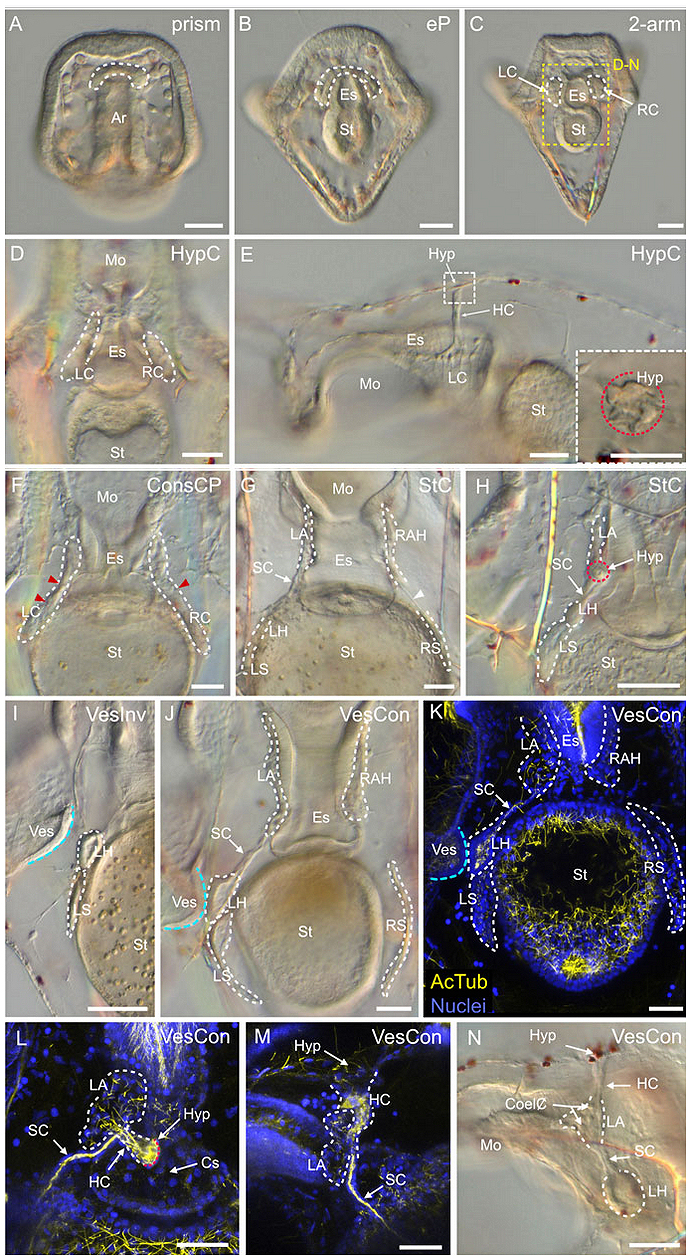
Coelomogenesis

Onderschrift coelomogenesis: Coeloomvorming tijdens de embryonale en larvale periode. De ontwikkelingsstadia zijn als volgt: (A) prismastadium (prisma); (B) vroege pluteusstadium (eP); (C) 2-armig pluteus-stadium (2-armig); (D,E) hydroporisch kanaalstadium (HypC); (F) vernauwd coeloomzakjestadium (ConsCP); (G,H) stenen kanaalstadium (StC); (I) vestibule-invaginatiestadium (VesInv); (J–N) vestibule-contactstadium (VesCon). In (A–J, N) werden beelden verkregen met behulp van helderveldlichtmicroscopie. In (K–M) zijn afbeeldingen maximale intensiteitsprojecties van confocale z-stapels van larven die mede zijn gelabeld voor geacetyleerd α-tubuline (cilia; geel) en DNA (kernen; blauw), en ze komen overeen met projecties van het hele exemplaar. In (A) bevindt het embryo zich in ventraal zicht, met het dier omhoog. In (B–D, F–L) bevinden de larven zich in vooraanzicht, met de buikzijde naar boven. In ((E) inzet, (M,N)) bevinden de larven zich in het linkeraanzicht, met de ventrale zijde naar links. (D–N) Close-ups van het gebied dat wordt aangegeven door het gele kader in (C). (D,F,G,J,K) Close-ups van het spijsverteringskanaal van de larven om de rechter en linker coeloombuidels te tonen. (E, H, I, L–N) Close-ups van het linker coeloombuidelgebied. In (A–D, F–N) schetsen witte stippellijnen de rechter en linker coeloombuidels, evenals hun derivaten. In ((E), inzet (H,L)) bakent de rode stippellijn de hydropore af. ((E) inzet) Close-up van de hydropore in vooraanzicht. In (F) markeren rode pijlpunten vernauwingen binnen de coeloombuidels. In (G) markeert de witte pijlpunt de landengte tussen de rechter axohydrocoel en de rechter somatocoel. In (I–K) benadrukt de cyaan stippellijn de vestibule. Schaalbalk: (A–N) 30 μm; ((E) inzet) 7,5 µm. AcTub: geacetyleerd a-tubuline; Ar: archenteron; Coel: coelomocyt; Cs: hartsluitspier; Es: slokdarm; HC: hydropoorkanaal; Hyp: hydropore; LA: linker axocoel; LC: linker coeloomzakje; LH: linker hydrocoel; LS: linker somatocoel; Mo: mond; RAH: rechter axohydrocoel; RC: rechter coeloomzakje; RS: rechts somatocoel; SC: stenen kanaal; St: maag; Ves: vestibule.

#### Volwassen rudimentaire ontwikkeling

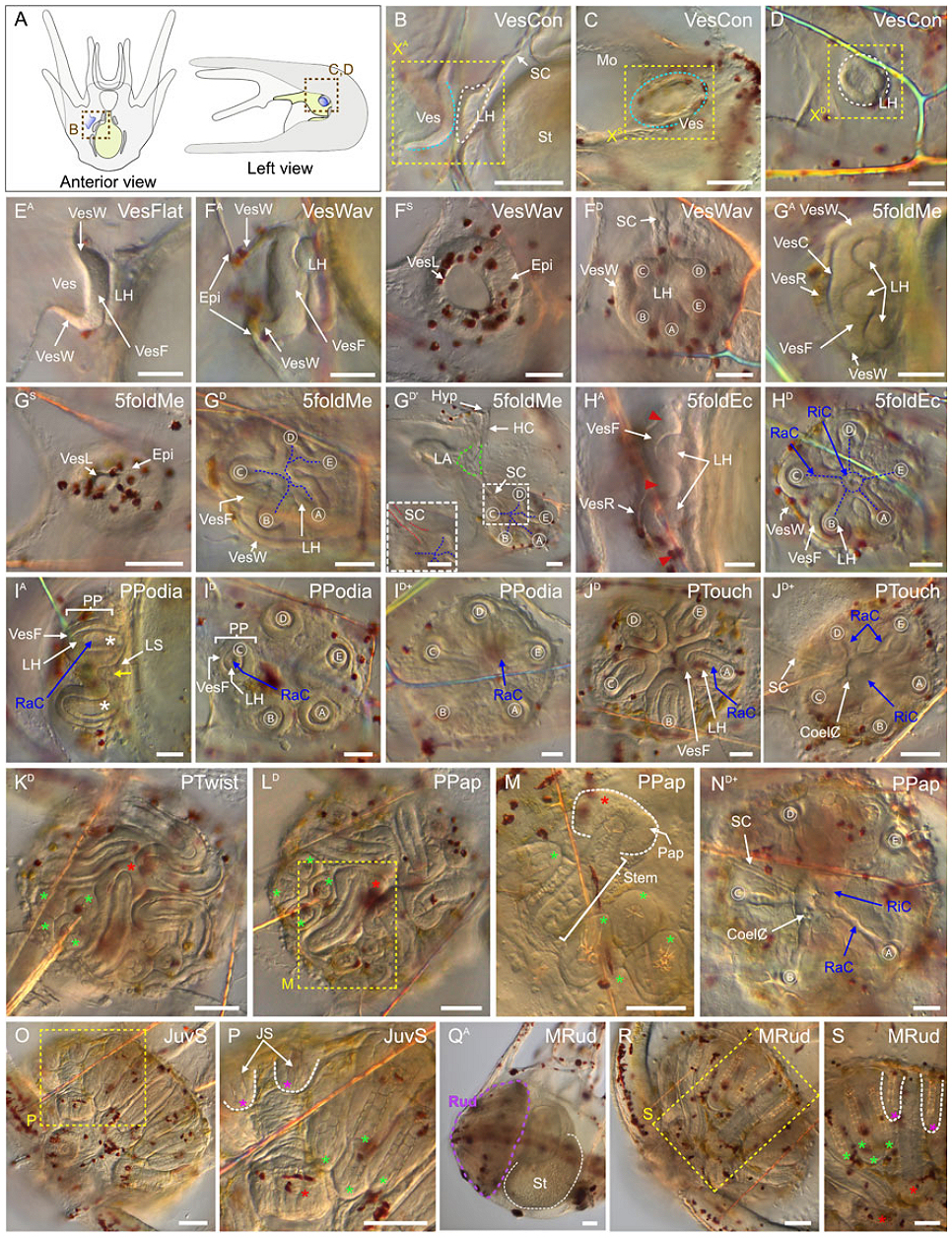
Volwassen rudimentaire ontwikkeling

Onderschrift volwassen rudimentaire ontwikkeling: Volwassen rudimentaire ontwikkeling onder de lichtmicroscoop. (A) Schema's van een 8-armige larve van het pluteus-stadium in voorste en linker aanzichten. De vestibule (van ectodermale oorsprong) is blauw en de larvale coeloombuidelderivaten (van mesodermale oorsprong) zijn donkergrijs. Merk op dat, hoewel we voor de eenvoud alleen een 8-armige pluteus-larve vertegenwoordigden, de volwassen rudimentontwikkeling feitelijk plaatsvindt tussen het einde van het 4-armige pluteus-stadium en het einde van het 8-armige pluteus-stadium. In (B–S) zijn de ontwikkelingsstadia als volgt: (B–D) vestibule-contactfase (VesCon); (EA) vestibule afgeplat stadium (VesFlat); (FA–FD) vestibule-zwaaistadium (VesWav); (GA– GD') 5-voudig mesodermstadium (5foldMe); (HA–HD) 5-voudig ectodermstadium (5foldEc); (IA–ID+) primair podiastadium (PPodia); (JD–JD+) primair podia-aanraakstadium (PTouch); (KD) primaire podia-draaistadium (PTwist); (LD–ND+) primair podia-papilstadium (PPap); (O,P) juveniele wervelkolomstadium (JuvS); (QA–S) volwassen rudimentstadium (MRud). In (B–S) werden beelden verkregen met behulp van helderveldlichtmicroscopie en komen overeen met close-ups van het zich ontwikkelende of ontwikkelde volwassen rudiment. (B–D) Close-ups van de regio's gemarkeerd door bruine vakken in (A). (EA–LD,QA,ND+) Close-ups die de ontwikkeling volgen van de regio's die zijn aangegeven door gele vakken in (B–D), met panelen met superscriptletters A die overeenkomen met regio's XA, met panelen met superscriptletters S die overeenkomen met regio's XD', en met panelen met superscriptletters D, D' of D+ die overeenkomen met regio's XD. (M) Close-up van het gebied gemarkeerd door het gele kader in (LD), maar op een ander brandpuntsafstand. (P) Close-up van de regio gemarkeerd door het gele vak in (O). (S) Close-up van het gebied dat wordt omlijnd door het gele vak in (R). In (EA–LD,QA,ND+) verwijzen superscriptletters naar de positie van de larve om het zich ontwikkelende rudiment te observeren zoals gepresenteerd, vandaar dat A (EA,FA,GA,HA,IA,QA) verwijst naar de larve in het voorste deel van de larve. (zoals (B)), S (FS,GD') verwijst naar larve in linkeraanzicht, met een brandpuntafstand op het oppervlak van de vestibulaire vloer (zoals (C)), en D (FD,GD ,GD',HD,ID,ID+,JD,JD+, KD,LD,ND+) verwijst naar larve in linkeraanzicht, maar met een brandpuntsafstand dat zich op een dieper niveau bevindt dan de vestibulaire vloer (zoals (D)). (GD') is hetzelfde als (GD) maar uitgezoomd en ((GD') inzet) is een close-up van het stenen kanaal. (ID+) en (JD+) komen overeen met weergaven die nog dieper zijn dan (ID) en (JD), en (ND+) bevindt zich op dezelfde diepte als (JD+). In (O,R) bevindt de larve zich in een gekanteld zicht en in (QA) wordt een zoom van de top van de larve weergegeven, met de larve in vooraanzicht. In (B,C) schetst de cyaan stippellijn de vestibule. In (B,D) bakent de witte stippellijn de linker hydrocoel af. In (FD,GD,GD',HD,ID–JD+,ND+) geven de letters Ⓐ-Ⓔ de zich ontwikkelende primaire podia volgens Carpenter's nomenclatuur (1884) aan. In ((GD,GD',GD') inzet) schetsen blauwe stippellijnen de positie van het zich ontwikkelende watervasculaire systeem. In (GD') markeren groene stippellijnen de linker axocoel, en in ((GD') inzet) markeren rode stippellijnen het stenen kanaal. In (HA) markeren rode pijlpunten de gevouwen vestibule-epidermis. In (HD) markeren blauwe stippellijnen het ringkanaal en de radiale kanalen van het waterkanaalstelsel. In (IA) markeert de gele pijl één linker somatocoelknop. In (KD,LD,M,P,S) geven groene sterretjes de definitieve stekels aan, en rode sterretjes markeren een primaire podia-papil. In (M) bakent de witte stippellijn een primaire podia-papil af. In (P,S) markeren magenta sterretjes en witte stippellijnen de jonge stekels. In (QA) schetst de magenta stippellijn het ontwikkelde volwassen rudiment, en de witte stippellijn de maag van de larve. Schaalbalk: (B–EA, KD–M, O–S) 50 μm; (FA–JD+,ND+) 30 μm; ((GD') inzet) 20 µm. Coel: coelomocyt; Epi: larvale epidermis; HC: hydroporisch kanaal; Hyp: hydroporie; JS: juveniele wervelkolom; LA: linker axocoel; LH: linker hydrocoel; LS: linker somatocoel; Mo: mond; Pap: papil; PP: primair podium; RaC: radiaal kanaal; RiC: ringkanaal; Rud: volwassen rudiment; SC: stenen kanaal; St: maag: Ves: vestibule; VesC: vestibulaire holte; VesF: vestibulaire vloer; VesL: vestibulaire lip; VesP: vestibulaire porie; VesR: vestibulair dak; VesW: vestibulaire wand.

#### Skeletogenese en myogenese

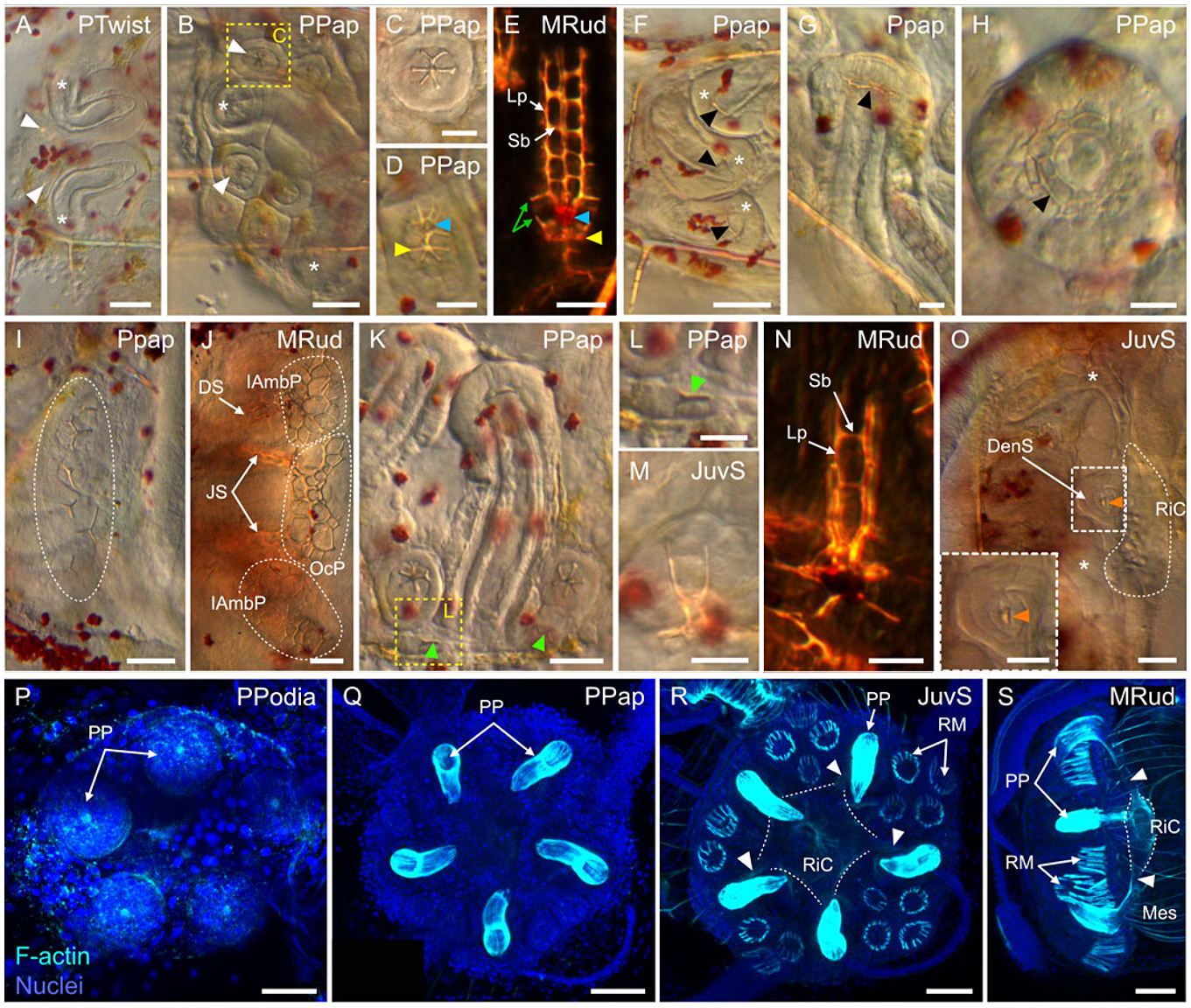
Skeletogenese en myogenese in het volwassen rudiment

Onderschrift skeletogenese en myogenese in het volwassen rudiment: De ontwikkelingsstadia zijn als volgt: (A) primaire podia-draaistadium (PTwist); (B–D, F–I, K, L, Q) primair podia papilla-stadium (PPap); (E,J,N,S) volwassen rudimentstadium (MRud); (M,O,R) juveniele wervelkolomstadium (JuvS); (P) primair podiastadium (PPodia). In (A–D,F–M,O) werden beelden verkregen met behulp van helderveldlichtmicroscopie. In (E,N) werden beelden verkregen met behulp van gepolariseerd licht. In (P–S) zijn afbeeldingen projecties met maximale intensiteit van confocale z-stapels van larven die samen zijn gelabeld voor F-actine (spieren; cyaan) en DNA (kernen; blauw), en ze komen overeen met projecties van het gehele rudiment. (A–E) Close-ups van het skeletelement geassocieerd met de definitieve stekels in bovenaanzicht, oraal aanzicht in (A–D) en in zijaanzicht in (E). (C) Close-up van het gebied dat wordt aangegeven door het gele vak in (B). (F–H) Close-ups van primaire podia, in zijaanzicht in (F,G) en in papilla-aanzicht in (H). (I,J) Close-up van de aanleg van de toekomstige volwassen skeletschaal aan het oppervlak van het zich ontwikkelende volwassen rudiment, in zijaanzicht. (K–N) Close-up van het skeletelement geassocieerd met de juveniele stekels bovenaan, oraal aanzicht in (K–M) en in zijaanzicht in (N). (L) Close-up van de regio gemarkeerd door het gele vak in (K). (O) Close-up van het ringkanaal en van een tandzak in een volwassen rudiment in zijaanzicht. ((O) inzet) Close-up van de tandzak. (P–S) Close-ups van het zich ontwikkelende volwassen rudiment in oraal, diep zicht in (P–R) en in zijaanzicht in (S). In (A,B) markeren witte pijlpunten de zich ontwikkelende skeletachtige spicula van de definitieve stekels. In (A,B,F,O) markeren witte sterretjes de primaire podia. In (D,E) geeft de gele pijlpunt de hexaradiate spicula van een definitieve ruggengraat aan, en de blauwe pijlpunt markeert de zeshoekige ring. In (E) markeren groene pijlen extra skelettakken die uit de hexaradiate spicula of de zeshoekige ring komen. In (F–H) markeren zwarte pijlpunten de zich ontwikkelende primaire podia-skeletschijven. In (I,J) bakenen witte stippellijnen de aanleg af van de toekomstige volwassen skeletschaal in (I), en de zich ontwikkelende oculaire en interambulacrale platen in (J). In (K,L) markeren groene pijlpunten de zich ontwikkelende driestralige spicula van jonge stekels. In de inzet ((O), (O)) markeren oranje pijlpunten een primordium van een zich ontwikkelende tand die zich in een tandzak bevindt. In (O,R,S) schetsen witte stippellijnen het ringkanaal. In (R,S) markeren witte pijlpunten de spieren die verband houden met de radiale kanalen. Schaalbalk: (A, B, F) 50 μm; (C,D,L,M) 12,5 µm; (E, K, N, P–S) 25 μm; (G, H) 20 μm; (I, J, O) 15 μm; ((O) inzet) 7,5 µm. DenS: tandzak; DS: definitieve wervelkolom; IAmbP: interambulacrale plaat; JS: juveniele wervelkolom; Lp: longitudinale processen; Mes: mesenterium; OcP: oculaire plaat; PP: primair podium; RiC: ringkanaal; RM: kringspier; Sb: stereomische brug.

#### Ontwikkeling van de pedicellariën en de geslachtsplaten

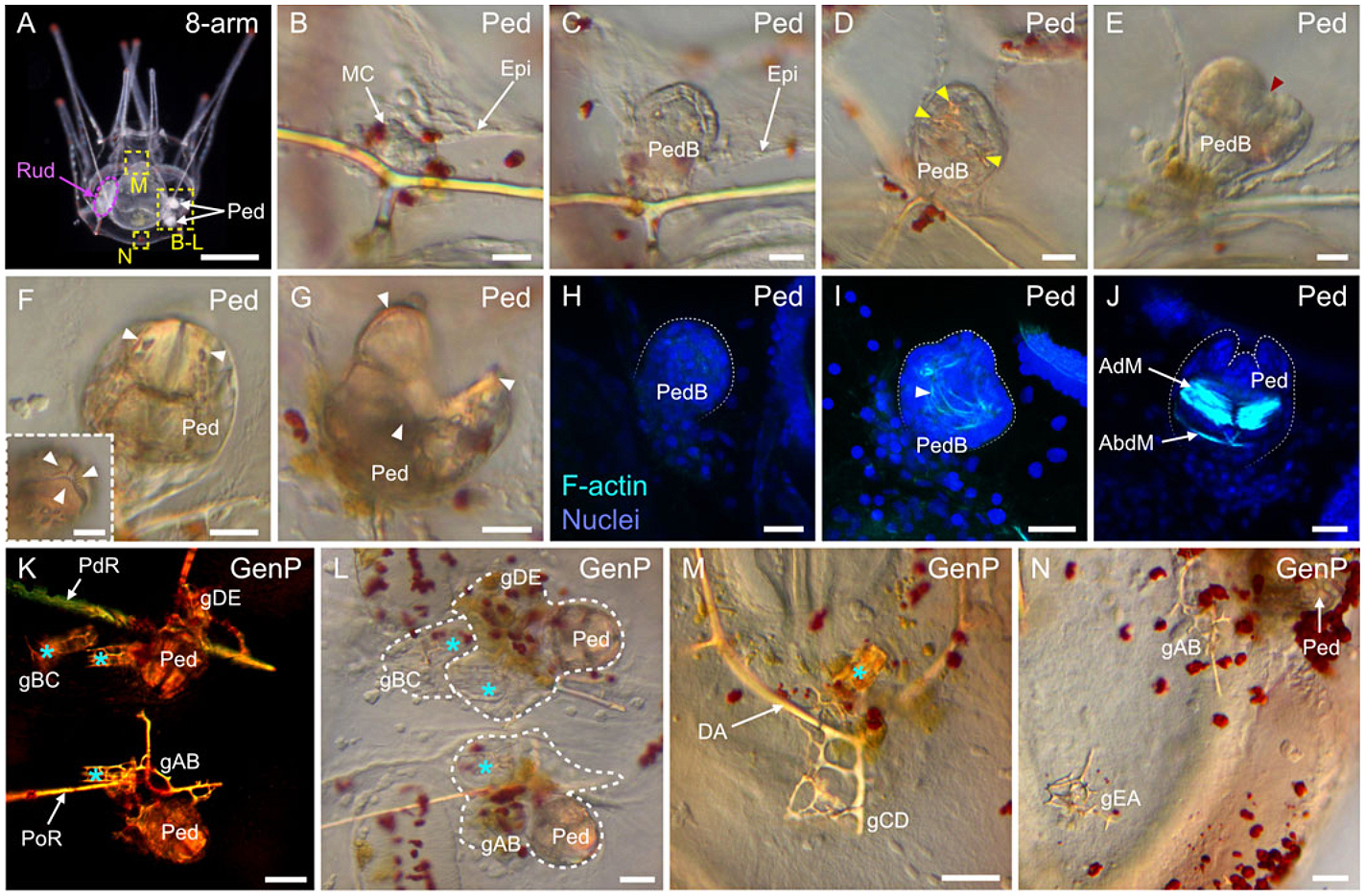
Ontwikkeling van de pedicellariën en de geslachtsplaten

Onderschrift ontwikkeling van de pedicellariën en de geslachtsplaten: Ontwikkeling van de pedicellariën en de geslachtsplaten bij de larven. In (A–N) zijn afbeeldingen van larven in het 8-armige pluteusstadium (8-armig). In (A) werd het beeld verkregen met behulp van donkerveldlichtmicroscopie. In (B–G,L–N) werden beelden verkregen met behulp van helderveldlichtmicroscopie. In (H–J) zijn afbeeldingen projecties met maximale intensiteit van confocale z-stapels van larven die samen zijn gelabeld voor F-actine (spieren; cyaan) en DNA (kernen; blauw), en ze komen overeen met projecties van de gehele pedicellaria. In (K) is de afbeelding gemaakt met gepolariseerd licht om de skeletelementen te benadrukken. In (A) bevindt de larve zich in vooraanzicht, met de buikzijde naar boven en de linkerkant naar links. (B–N) Close-ups van de regio's omlijnd door gele vakken in (A). (B–J) Close-ups van pedicellariae (Ped). (K–N) Close-ups van geslachtsplaten (GenP). In (A) bakent de paarse stippellijn het volwassen rudiment aan de linkerkant van de larve af. In (D) geven gele pijlpunten de skeletelementen aan die zich ontwikkelen in de pedicellaria-knop. In (E) toont de rode pijlpunt de individualisering van de drie lobben in de knop. In ((F), (F) inzet, (G)) markeren witte pijlpunten de drie kaken van de pedicellaria, die gesloten kunnen zijn zoals in (F) en ((F) inzet) of open zoals in (G) . In (H–J) geven witte stippellijnen de pedicellaria-knop in (H–) of de pedicellaria-kaken in (J) aan. In (I) wijst de witte pijlpunt naar de eerste spiervezels die verschijnen in een pedicellaria-knop. In (K–M) geven cyaan sterretjes de positie aan van juveniele stekels die verband houden met de geslachtsplaten. In (L) bakenen witte stippellijnen de geslachtsplaten en de bijbehorende juveniele stekels af die zich ontwikkelen in de buurt van pedicellariën. Schaalbalk: (A) 200 μm; ((B–G), (F) inzet) 15 μm; (H–J, K–M) 30 μm; (N) 50 µm. AdM: adductorspier; AbdM: abductorspier; DA: dorsale boog; Epi: larvale epidermis; gAB: genitale plaat AB; gBC: genitale plaat BC; gCD: genitale plaat-CD; gDE: genitale plaat DE; gEA: genitale plaat EA; GenP: genitale plaat; MC: mesenchymcel; PdR: posterodorsale staaf; Ped: pedicellaria; PedB: pedicellaria-knop; POR: postorale staaf; Rud: volwassen rudiment.

#### Competente pluteusstadium en metamorfose

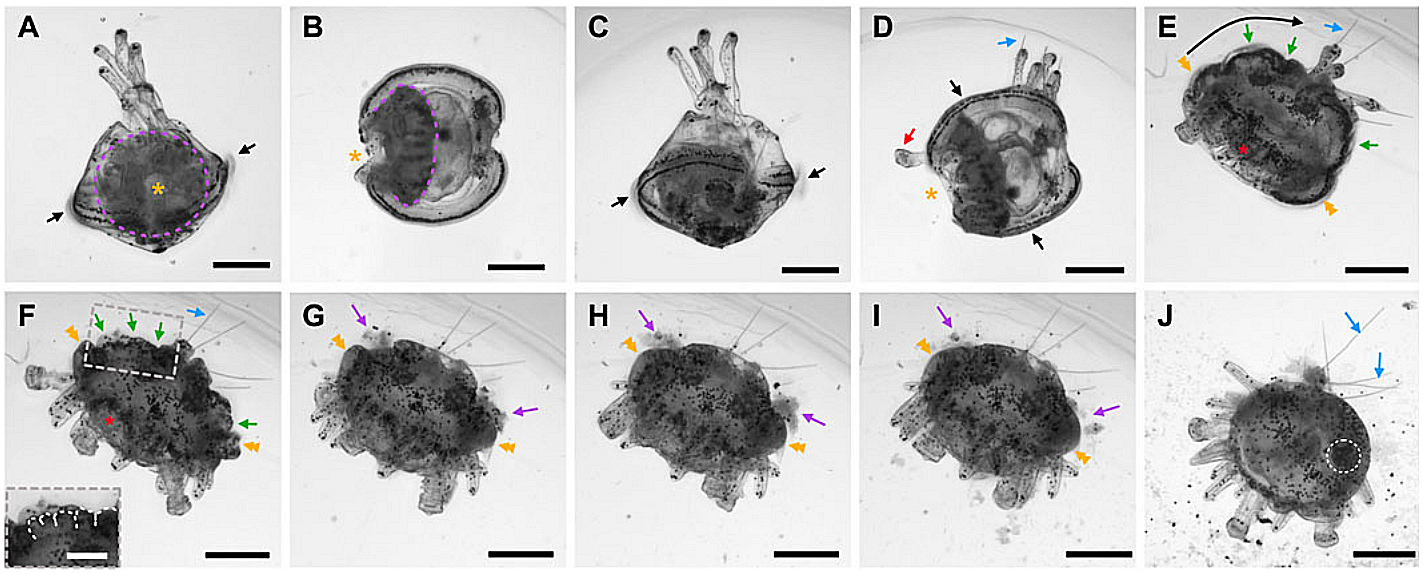
Competente pluteusstadium en metamorfose

Onderschrift competente pluteusstadium en metamorfose: In (A–J) werden beelden geëxtraheerd uit een film die was opgenomen met behulp van helderveldlichtmicroscopie. In (A) bevindt de larve zich in het linkeraanzicht, met de buikzijde naar boven. In (B) bevindt de larve zich in dorsaal aanzicht, met het rudiment aan de linkerkant. In (C) bevindt de larve zich in het juiste zicht, met de buikzijde naar boven. In (D) bevindt de larve zich in dorsaal, gekanteld zicht, met het rudiment aan de linkerkant. In (E–J) bevindt het zich ontwikkelende juveniel zich in zijaanzicht, met het mond oppervlak naar de linkerbenedenhoek. ((F) inzet) Close-up van de plooien ter hoogte van de epidermis van het larvale lichaam. In (A,B) schetsen paarse stippellijnen het volwassen rudiment. In (A,B,D) benadrukt het oranje sterretje de vestibulaire porie. In (A,C,D) wijzen zwarte pijlen naar de larvale epauletten. In (D) markeert de rode pijl een uitstekend primair podium. In (D–F, J) markeren blauwe pijlen de larvale armen en staven. In (E) illustreert de lange zwarte pijl de beweging van de epidermis van het larvale lichaam van de vestibulaire porie naar de larvale armen en pedicellariën. In (E,F) markeren groene pijlen de plooien van de epidermis van het larvale lichaam. In (E–I) markeren oranje dubbele pijlpunten de uitstulping die zich rond de juveniele aanhangsels vormt door samentrekking en eversie (uitzakking) van de vestibulaire lippen en wanden. In ((F) inzet) schetsen witte stippellijnen de vouwen van de epidermis van het larvale lichaam. In (G–I) wijzen paarse pijlen naar delaminerende (loslatende) cellen. In (J) omcirkelt de witte stippellijn een pedicellaria. Schaalbalk: (A–H) 200 μm; ((F) inzet) 100 µm.

#### Anatomie van vroege en late juvenielen

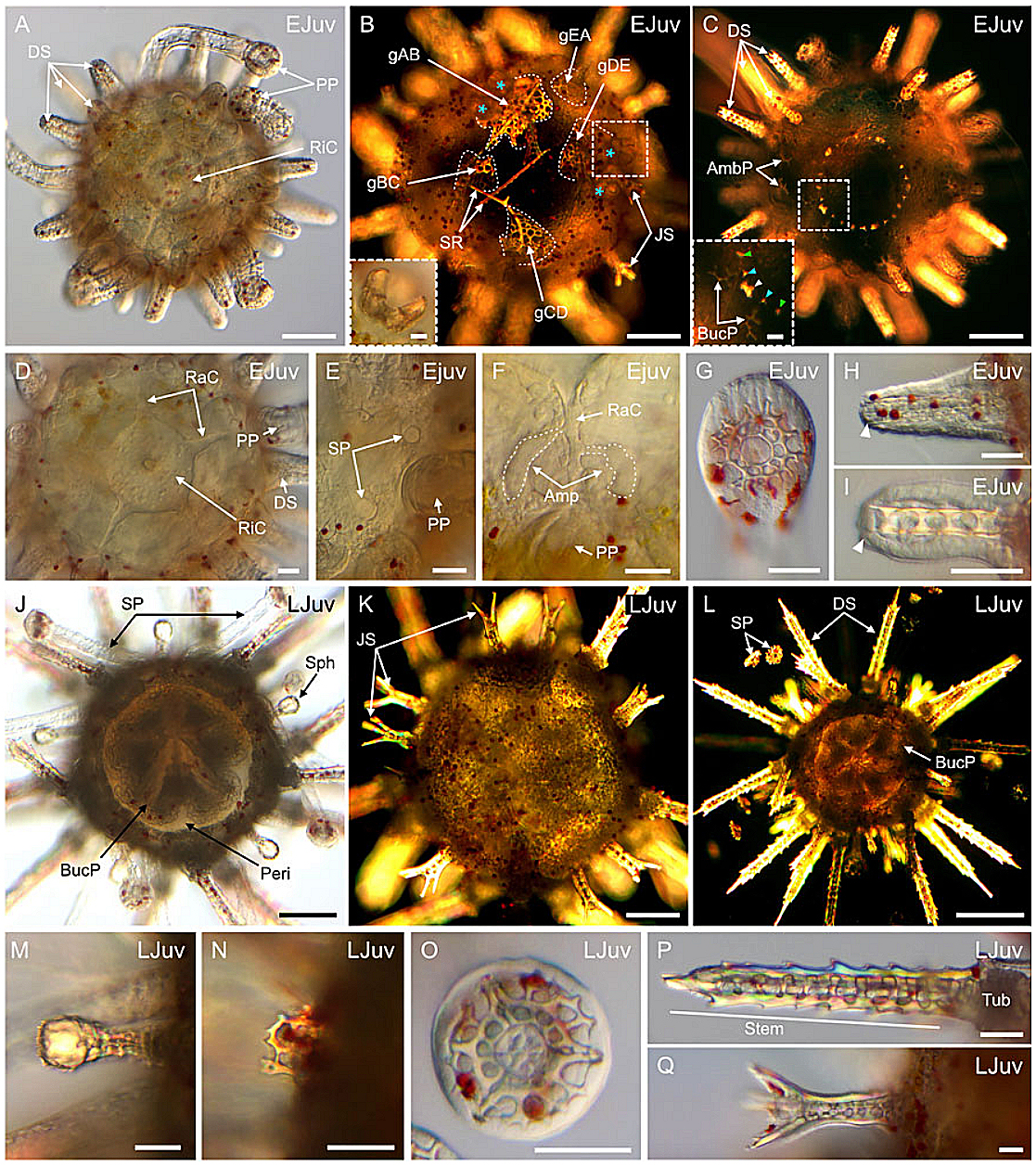
Anatomie van vroege en late juvenielen

Onderschrift anatomie van vroege en late juvenielen: De ontwikkelingsstadia zijn als volgt: (A–I) vroeg juveniel stadium, 1 dag na de metamorfose (EJuv); (J–Q) laat juveniel stadium, 8 dagen na de metamorfose (LJuv). In (A,D–J,M–Q) werden beelden verkregen met behulp van helderveldlichtmicroscopie. In (B,C,K,L) werden beelden verkregen met behulp van gepolariseerde lichtmicroscopie. In (A–D,J–L) komen afbeeldingen overeen met exemplaren in mond aanzicht in (A,C,D,J,L) en in aboraal (bovenzijde) aanzicht in (B,K). ((B) inzet) Close-up van een geopende pedicellaria. ((C) inzet) Close-up van de skeletelementen die de primordia vormen van het volwassen kauwapparaat. (D) Close-up van de ring en radiale kanalen van het waterkanaalstelsel. (E) Close-up van een paar groeiende secundaire podia onder een primair podium. (F) Close-up van de ampullen gevormd aan de proximale punt van een radiaal kanaal. (G) Close-up van de skeletschijf in de papil van een primair podium. (H) Close-up van een zich ontwikkelende definitieve wervelkolom. (I) Close-up van een zich ontwikkelende juveniele wervelkolom. (M) Close-up van een sphaeridium. (N) Close-up van een gedegenereerd primair podium. (O) Close-up van de skeletschijf in de papil van een secundair podium. (P) Close-up van een volledig gevormde definitieve wervelkolom. (Q) Close-up van een volledig gevormde juveniele wervelkolom. In (B) markeren cyaan sterretjes de pedicellariën die aanwezig zijn op het aborale oppervlak van de juveniel, en witte stippellijnen bakenen de geslachtsplaten af. In ((C) inzet) geeft de witte pijlpunt een tandprimordium aan, cyaan pijlpunten markeren primordia van de hemipiramides, en groene pijlpunten markeren primordia van de epifysen. In (F) schetsen witte stippellijnen twee ampullen die zijn gevormd aan de proximale punt van een radiaal kanaal. In (H,I) geven witte pijlpunten de top aan van een groeiende definitieve wervelkolom in (H) en van een groeiende juveniele wervelkolom in (I). Schaalbalk: (A–C, J–L) 100 μm; ((B) inzet, (C) inzet, (D–I, M–Q)) 30 µm. Amp: ampul; AmbP: ambulacrale plaat; BucP: buccale plaat; DS: definitieve wervelkolom; gAB: genitale plaat AB; gBC: genitale plaat BC; gCD: genitale plaat-CD; gDE: genitale plaat DE; gEA: genitale plaat EA; JS: juveniele wervelkolom; Peri: peristoom; PP: primair podium; RaC: radiaal kanaal; RiC: ringkanaal; SP: secundair podium; Sph: sphaeridium; SR: skeletstaaf; Tub: tuberkel.

#### Tijdlijn

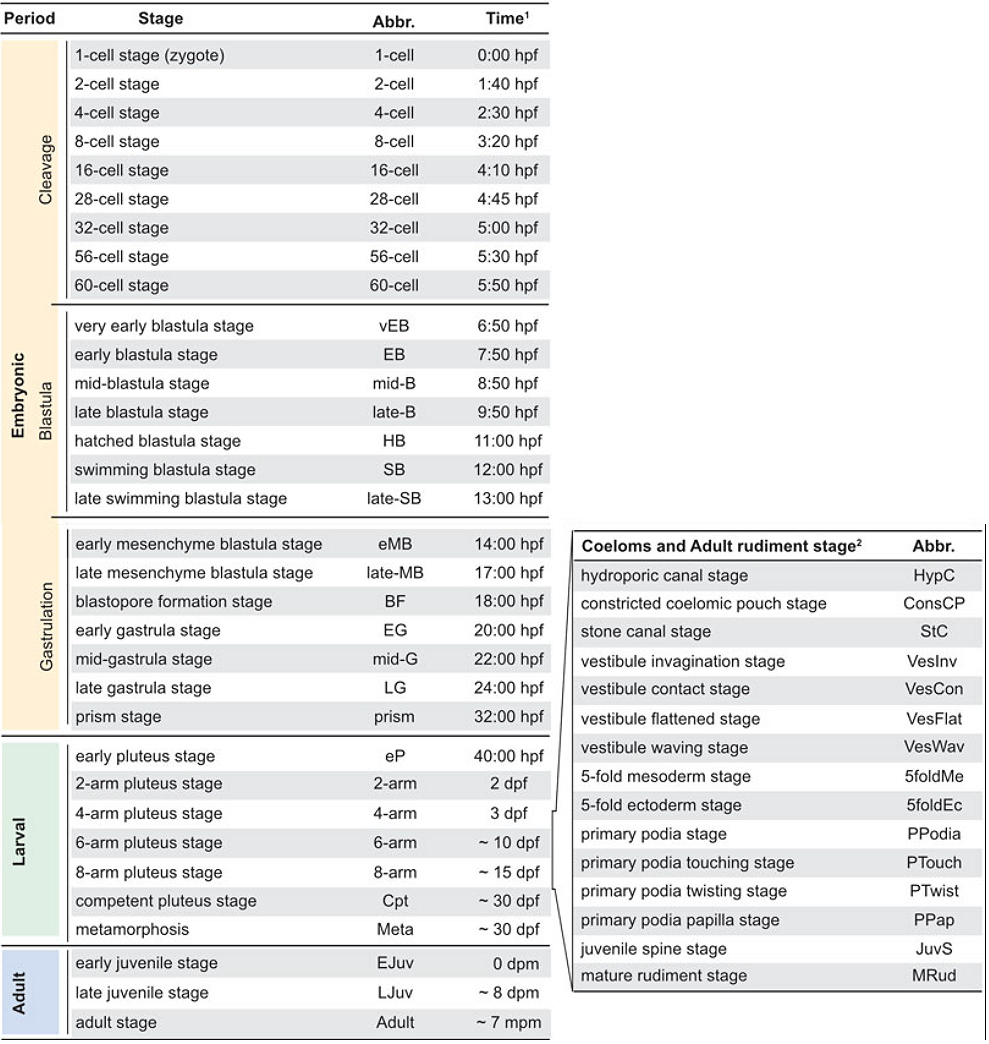
Embryogenese. dpf: dagen na bevruchting; dpm: dagen na de metamorfose; hpf: uren na bevruchting; mpm: maanden na de metamorfose.

## Afbeeldingen

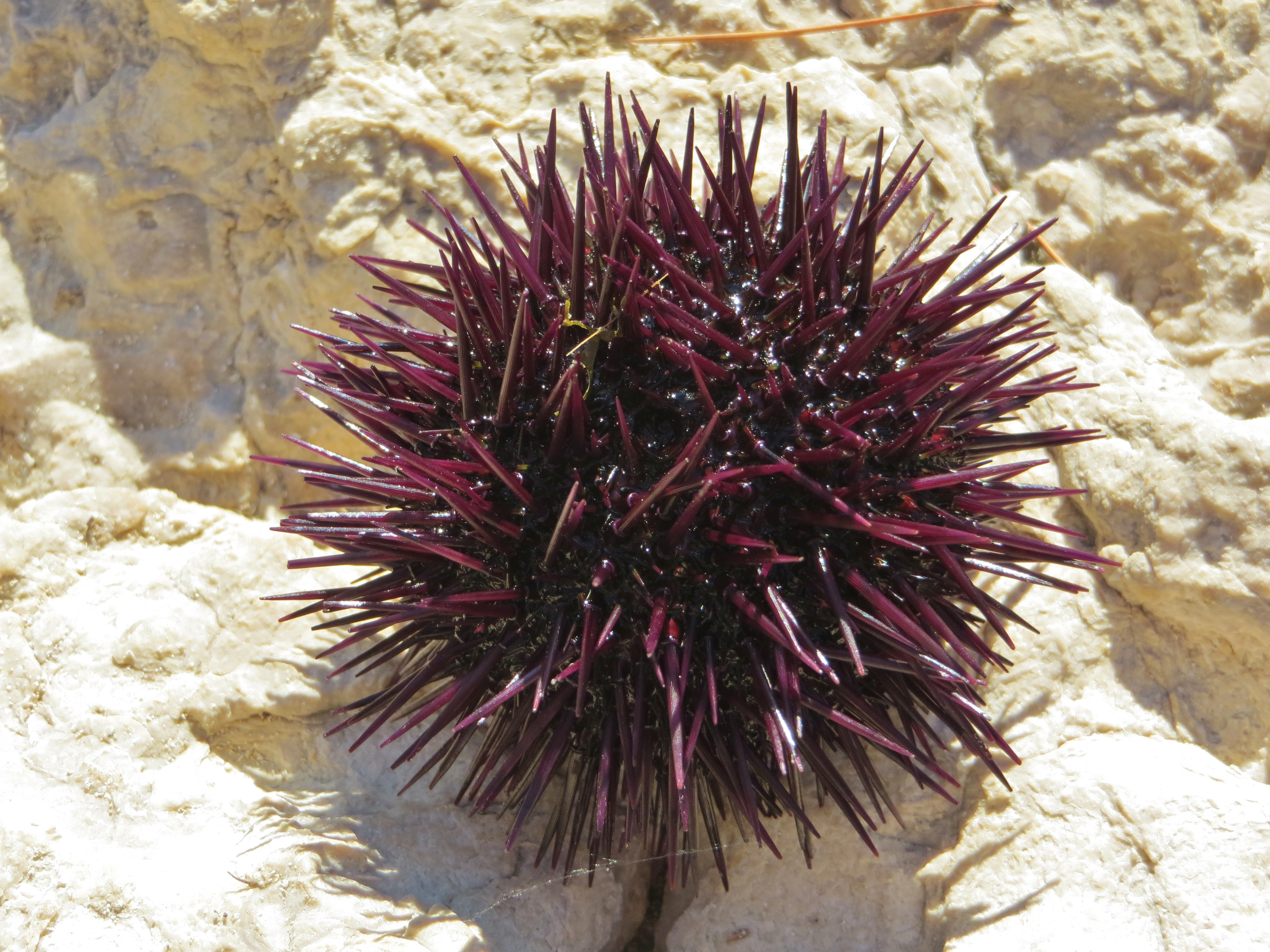
Bovenkant (adorale zijde)
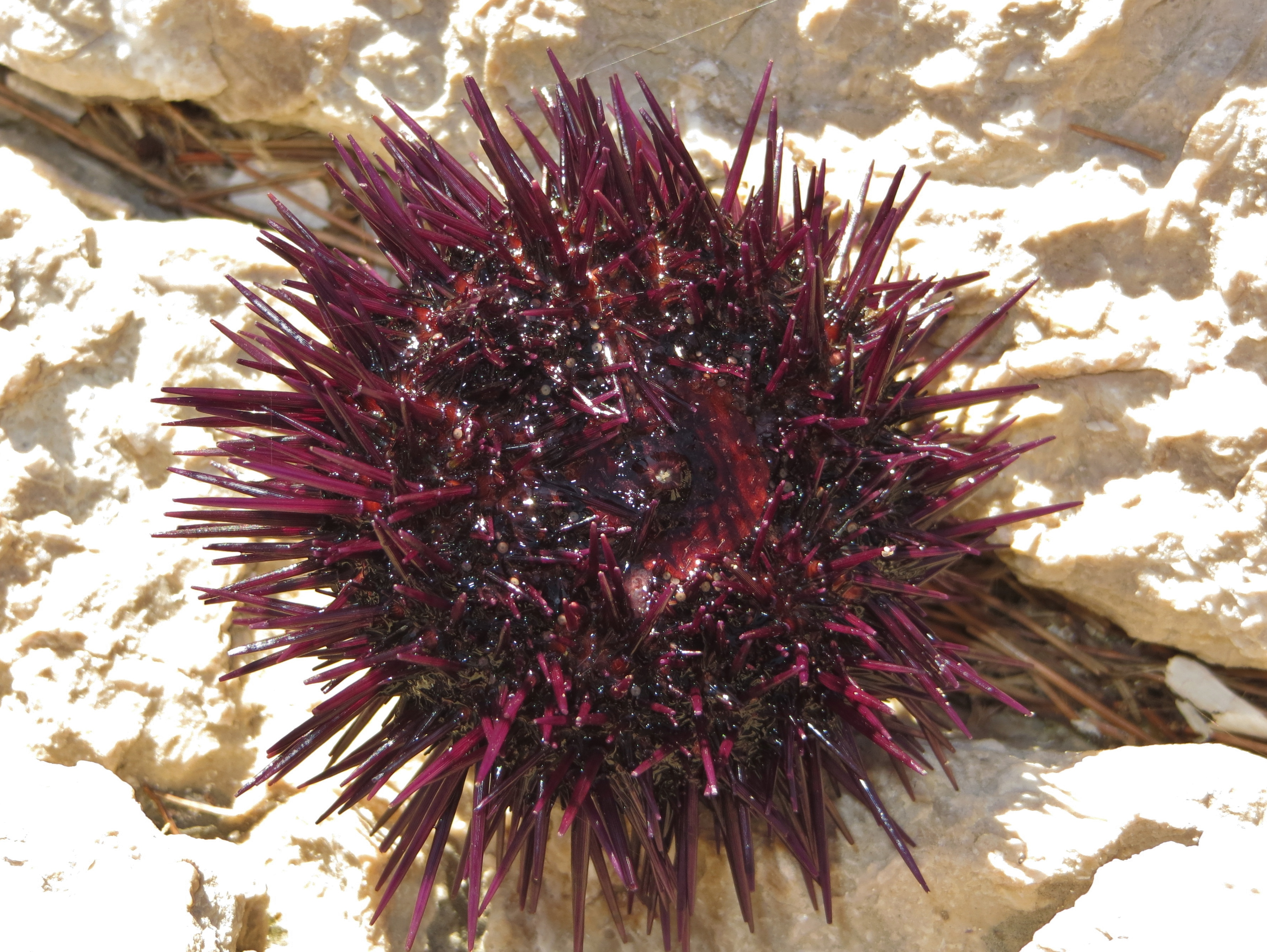
Onderkant (met de mond in het centrum)
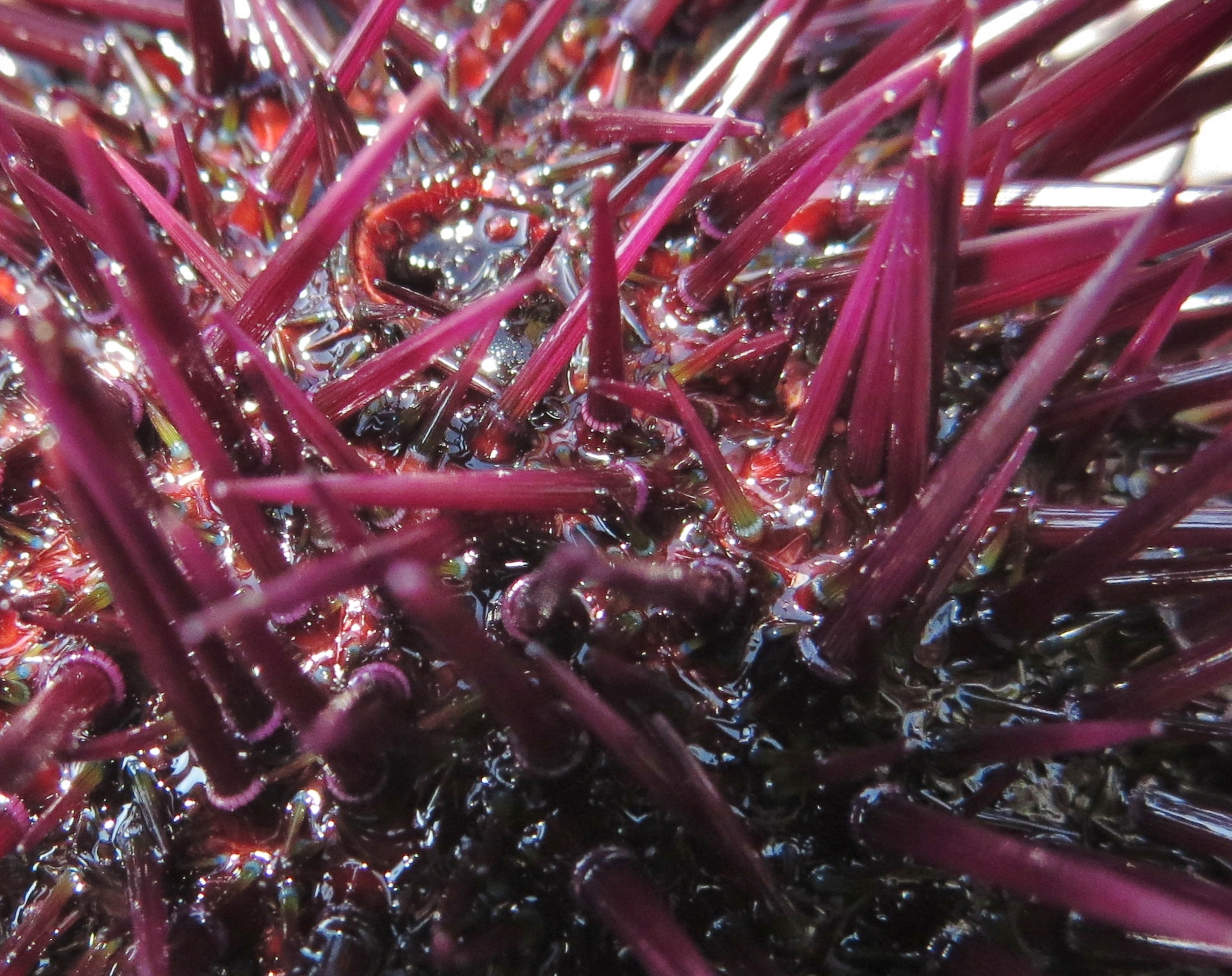
Stekels van dichterbij gezien
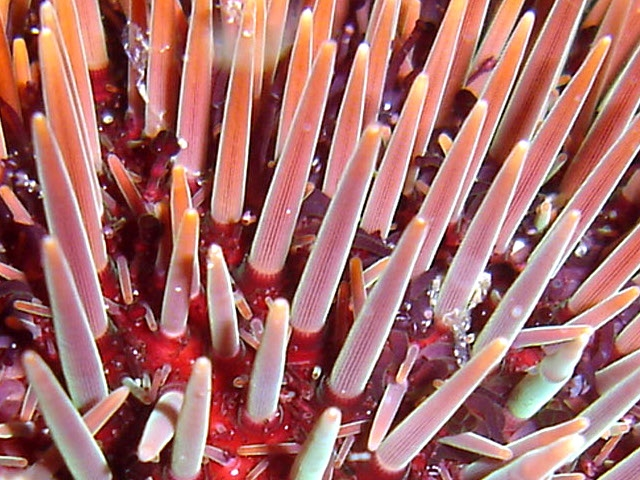
Stekels van dichterbij gezien
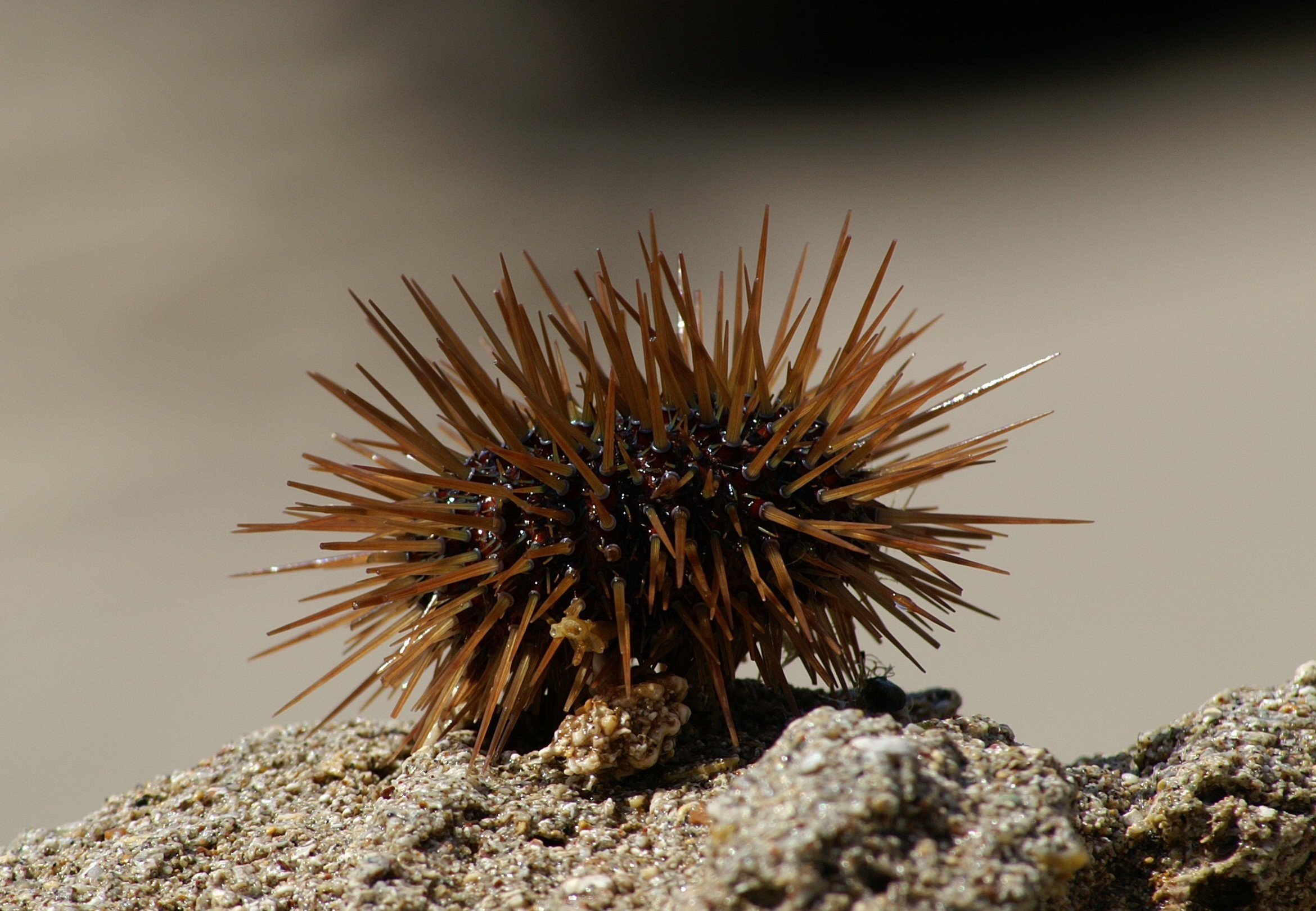
Jonge bruine
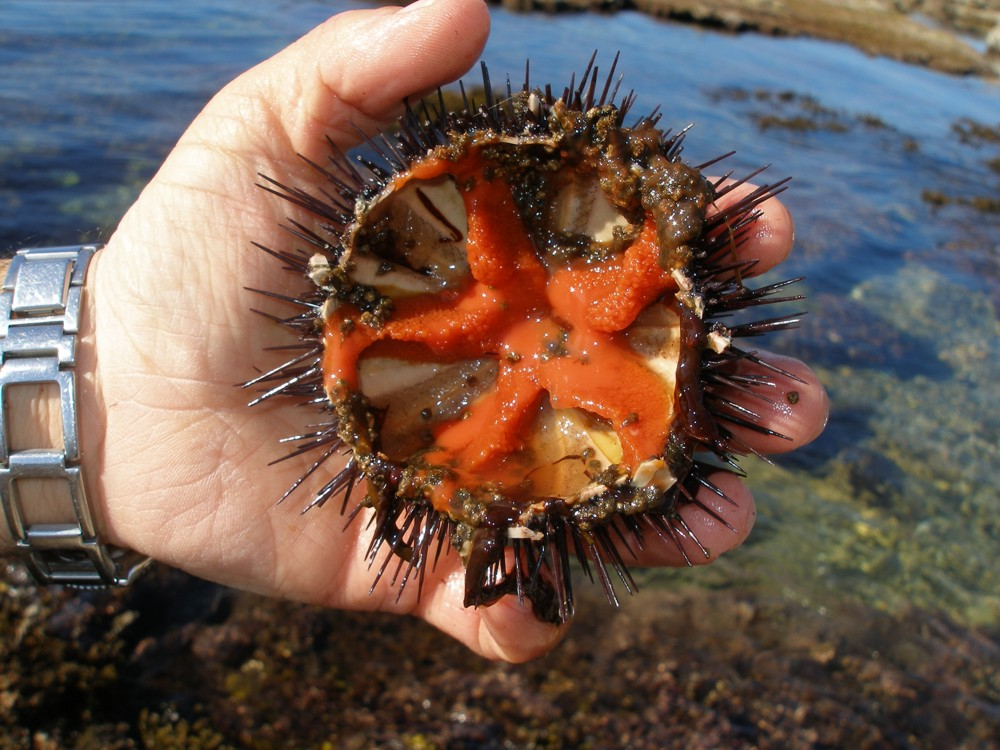
Zee-egelkuit in Alghero, Sardinië